# Marxismo e questione nazionale
Il marxismo, dottrina politico-filosofica fondata da Karl Marx e Friedrich Engels nel XIX secolo, ha affrontato anche la questione nazionale, ossia l'insieme delle problematiche legate all'affermazione dell'identità e dell'autodeterminazione della nazione, definita generalmente da caratteristiche comuni come lingua, cultura, storia e senso di appartenenza.
Nei loro scritti giovanili, Marx ed Engels si concentrarono sulla critica del nazionalismo borghese e sulla promozione dell'internazionalismo proletario, sostenendo che la liberazione della classe lavoratrice sarebbe avvenuta attraverso una rivoluzione internazionale, che avrebbe portato all'abolizione dei confini nazionali. Tuttavia, questa visione mostrò i suoi limiti nel contesto dei nazionalismi emergenti e dei movimenti di indipendenza, spingendo i due filosofi tedeschi, in alcuni scritti della maturità, a confrontarsi con il problema della liberazione delle nazioni oppresse. In ogni caso, la loro riflessione in merito ebbe carattere occasionale e non giunse all'elaborazione di un quadro teorico organico e coerente.
Nel XX secolo, la frammentarietà e le contraddizioni dell'eredità del marxismo classico sul tema della questione nazionale portarono correnti di pensiero e forze politiche socialiste e comuniste a elaborare un'ampia varietà di vedute sul rapporto tra istanze nazionali, lotta di classe e costruzione del socialismo. Le posizioni emerse spaziano da un internazionalismo ostile ai particolarismi nazionali fino a diverse espressioni di nazionalismo di sinistra, comprendendo anche rigide forme di nazionalismo etnico. Pertanto, secondo diversi studiosi, l'elaborazione teorica del nazionalismo rappresenta «il grande fallimento storico del marxismo», emergendo, per la sua importanza politica, come la principale tra le teorizzazioni marxiste contraddette dall'evoluzione storica.

## La questione nazionale in Marx ed Engels

### Internazionalismo proletario contro nazionalismo borghese
Il tema della questione nazionale occupa una posizione giudicata marginale nel complesso della vasta produzione di Karl Marx e Friedrich Engels, essendo affrontato perlopiù in scritti giornalistici, lettere e commenti occasionali soprattutto in seguito alle rivoluzioni del 1848. In quell'anno, dedicarono al tema diversi passaggi del Manifesto del Partito Comunista, una delle loro opere più significative, contrapponendo l'internazionalismo proletario al nazionalismo borghese:
Gli operai non hanno patria. Non si può togliere loro quello che non hanno. Poiché la prima cosa che il proletario deve fare è di conquistarsi il dominio politico, di elevarsi a classe nazionale, di costituire se stesso in nazione, è anch'esso ancora nazionale, seppure non certo nel senso della borghesia.

Le separazioni e gli antagonismi nazionali dei popoli vanno scomparendo sempre più già con lo sviluppo della borghesia, con la libertà di commercio, col mercato mondiale, con l'uniformità della produzione industriale e delle corrispondenti condizioni d'esistenza.

Il dominio del proletariato li farà scomparire ancor di più. Una delle prime condizioni della sua emancipazione è l'azione unita, per lo meno dei paesi civili.

Lo sfruttamento di una nazione da parte di un'altra viene abolito nella stessa misura che viene abolito lo sfruttamento di un individuo da parte di un altro.

Con l'antagonismo delle classi all'interno delle nazioni scompare la posizione di reciproca ostilità fra le nazioni.»
Un passaggio precedente recita: «La lotta del proletariato contro la borghesia è in un primo tempo lotta nazionale, anche se non sostanzialmente, certo formalmente. È naturale che il proletariato di ciascun paese debba anzitutto sbrigarsela con la propria borghesia».
I passaggi trascritti sono stati citati e discussi innumerevoli volte nella letteratura marxista, generalmente per spiegare l'avversione del movimento operaio socialista e comunista verso il patriottismo, il nazionalismo e lo sciovinismo borghesi. Non sono tuttavia mancate interpretazioni tendenti a limitare la validità dell'asserzione per cui «gli operai non hanno patria» all'epoca in cui fu formulata, allorché il proletariato occupava una posizione di subalternità rispetto alla borghesia, e dunque a conciliarla con la possibilità di un patriottismo o nazionalismo proletario, una volta che il proletariato avesse conquistato il governo della propria nazione. Le parole del Manifesto venivano in sostanza lette come un'esortazione affinché il proletariato prendesse il potere e, in tal modo, conquistasse una propria patria.
Interpretazioni di questo tipo furono originariamente proposte dai socialdemocratici tedeschi Eduard Bernstein, padre del revisionismo del marxismo, e Heinrich Cunow. Nella sua opera La teoria marxista della storia, della società e dello Stato (1920-1921), Cunow offrì la seguente spiegazione delle parole di Marx ed Engels:
L'interpretazione di Cunow divenne quella dominante nella letteratura riformista, ma trovò ampia diffusione anche nel campo comunista soprattutto in seguito alla seconda guerra mondiale, allorché i partiti comunisti salirono al potere nei Paesi dell'Europa orientale e si integrarono in diversi sistemi politici democratici dell'Europa occidentale.
Roman Rosdolsky, teorico marxista d'ispirazione trockista, contesta l'interpretazione delle parole di Marx ed Engels come un'esortazione rivolta al proletariato affinché, come obiettivo ultimo, conquistasse una propria patria nazionale. Secondo Rosdolsky, la presenza dell'avverbio "ancora" nella frase «[il proletariato] è anch'esso ancora nazionale» indica che i fondatori del marxismo non si aspettavano che il proletariato rimanesse nazionale per sempre.

### La lotta nazionale come strumento della rivoluzione proletaria

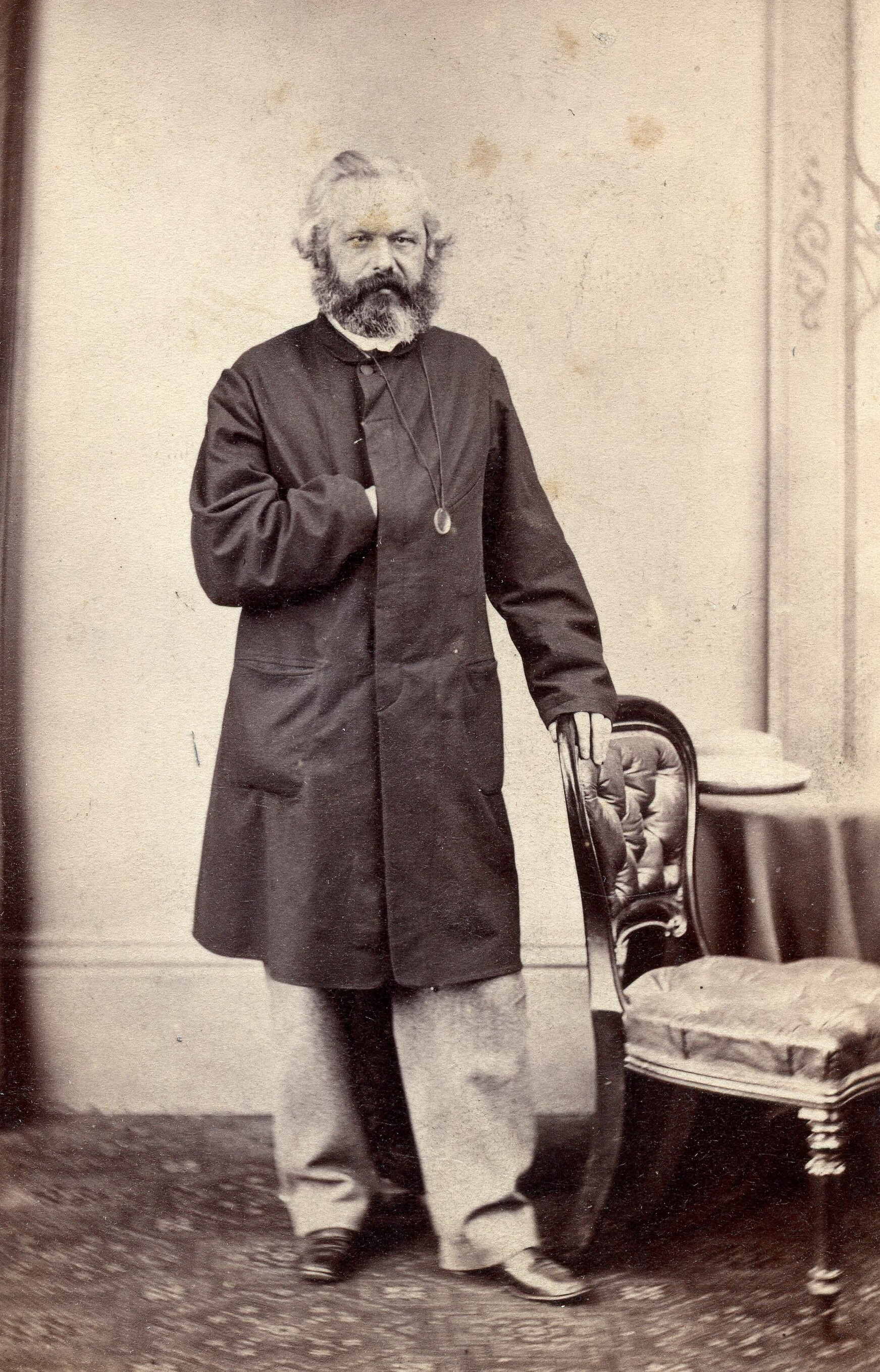
Karl Marx nel 1866

Il primo approccio di Marx ed Engels alle questioni nazionali avvenne durante gli eventi del 1848, quando esaltarono la lotta di classe nel movimento democratico tedesco, inizialmente fiducioso nella creazione di una «Grande Germania», prima delle delusioni derivanti dall'assemblea di Francoforte e dalle repressioni controrivoluzionarie. In tale contesto, attraverso gli articoli pubblicati sulla Neue Rheinische Zeitung, si schierarono a favore delle insurrezioni nazionali nell'Europa centrale.
Nella prospettiva di Marx ed Engels, l'emancipazione nazionale assumeva un valore subordinato e strumentale rispetto alla causa della rivoluzione proletaria nei Paesi industrializzati dell'Europa occidentale. Le lotte nazionali, dunque, non erano sostenute incondizionatamente, ma valutate di volta in volta in base alla loro funzionalità rispetto all'obiettivo supremo dell'emancipazione del proletariato. Questo approccio spiega il sostegno all'indipendenza della Polonia e dell'Irlanda, i cui nazionalismi furono ritenuti progressivi e strategicamente determinanti per l'avanzamento della rivoluzione in Europa. La duratura riflessione di Marx ed Engels sulle questioni polacca e irlandese, costante nelle linee generali pur con alcune variazioni legate all'evoluzione del contesto storico, è sintetizzata nella lettera di Engels a Karl Kautsky del 7 febbraio 1882: «Due nazioni in Europa hanno non solo il diritto, ma addirittura il dovere di essere nazionaliste prima di diventare internazionaliste, quella irlandese e quella polacca. Esse raggiungono il massimo di internazionalismo quando sono genuinamente nazionaliste».

#### La questione polacca
La Polonia era divisa dalla fine del XVIII secolo tra Russia (nella più larga parte), Prussia e Austria, le tre potenze che attraverso la Santa Alleanza si erano incaricate di stroncare ogni sussulto rivoluzionario in Europa. La questione polacca rivestiva un'importanza centrale per il movimento dei lavoratori, come dimostra il fatto che la fondazione dell'Associazione Internazionale dei Lavoratori (Prima Internazionale) fu annunciata durante un comizio indetto per celebrare l'insurrezione polacca, tenuto nel luglio 1863 alla St James's Hall di Londra, e che la sua proclamazione ufficiale avvenne in un altro comizio in favore della Polonia, nel settembre 1864 alla St Martin's Hall, sempre a Londra.
Secondo Marx ed Engels, la Polonia rappresentava il più significativo esempio di nazione oppressa la cui lotta per l'indipendenza era in sintonia con gli interessi del proletariato europeo, e dunque assumeva un carattere rivoluzionario, in quanto diretta soprattutto contro l'oppressione esercitata dalla Russia zarista, identificata come la principale forza reazionaria in Europa. La liberazione della Polonia rappresentava un passo fondamentale per indebolire le potenze reazionarie e favorire il processo rivoluzionario, come ribadito nel 1875 in termini geopolitici:
Nel 1892, Engels avanzò anche considerazioni di ordine economico: «Il rapido sviluppo dell'industria polacca, che ha superato quella russa, è a sua volta una nuova prova dell'indistruttibile forza vitale del popolo polacco, e una nuova garanzia della sua imminente ricostituzione nazionale».

#### La questione irlandese
L'Irlanda, sotto il secolare dominio britannico, ulteriormente consolidato dall'atto di Unione del 1800, era impegnata in una lotta nazionale ritenuta decisiva per innescare una rivoluzione operaia in Inghilterra. Il rovesciamento della borghesia della principale potenza industriale dell'epoca avrebbe scardinato l'ordine capitalista dell'intera Europa. Pur giudicando criticamente il movimento indipendentista irlandese, il fenianismo, per il suo carattere «meramente nazionalista» e il ricorso al terrorismo, Marx riconosceva in esso una tendenza socialista «negativamente», in quanto contrario alla proprietà privata della terra. Scrisse a Ludwig Kugelmann:
Le possibilità di rivoluzione proletaria, secondo Marx, dipendevano dalla maturazione della coscienza di classe da parte degli operai inglesi, una condizione che non si sarebbe realizzata, contribuendo al fallimento della Prima Internazionale.

#### I "popoli senza storia"
Il principio secondo cui andavano sostenute unicamente le cause nazionali compatibili con il fine supremo della rivoluzione proletaria comportava, di conseguenza, l'avversione verso le lotte nazionali ritenute dannose per il progresso rivoluzionario. Fin dal 1848 Engels delineò una distinzione tra "nazioni storiche" e "popoli senza storia", questi ultimi privi di una precedente giustificazione statale e quindi, in una prospettiva influenzata nel tempo anche dal darwinismo, secondo lui destinati a soccombere nella selezione naturale degli Stati più forti. Engels identificò le "grandi nazioni storiche d'Europa", vitali e capaci di indipendenza, in Francia, Spagna, Scandinavia, Inghilterra, Germania, Italia, Polonia e Ungheria. Le prime quattro erano dotate di Stati nazionali, Germania e Italia necessitavano dell'unificazione, mentre Polonia e Ungheria avevano resistito all'assimilazione e dunque erano capaci di un'esistenza nazionale indipendente. Al contrario, popoli come i cechi erano considerati "morenti" o "senza storia", ossia contadini, barbarici e privi di strutture statali, come l'Occitania, già assorbita dalla Francia del Nord. Secondo Engels, l'assimilazione di queste nazionalità da parte di nazioni più forti, come Germania o Ungheria, avrebbe offerto loro come compenso «la democrazia».

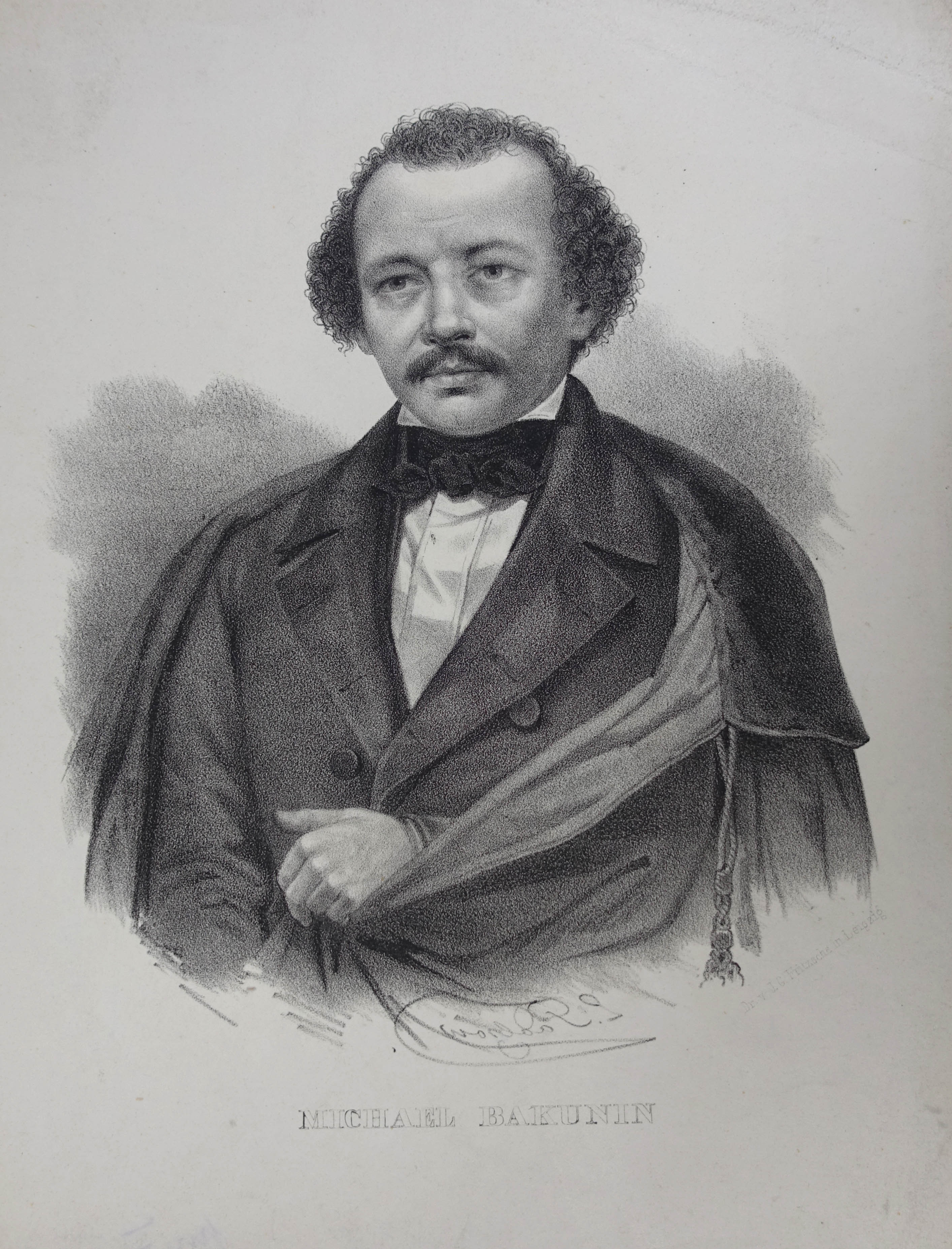
Il pensatore anarchico russo Michail Bakunin fu criticato da Engels per aver sostenuto le rivendicazioni di tutti i popoli oppressi, inclusi gli slavi, che Engels considerava controrivoluzionari (con la sola eccezione dei polacchi)

Engels distingueva inoltre nazioni rivoluzionarie e controrivoluzionarie, per cui da un lato venivano sostenute la restaurazione della Polonia e la conservazione dell'Austria contro i cechi e dell'Ungheria contro i croati; dall'altro, si auspicava la scomparsa delle nazionalità slave meridionali, considerate «da secoli trascinate a rimorchio dalla storia contro la loro volontà... necessariamente controrivoluzionarie». Questo giudizio si accompagnava a un aperto disprezzo verso il panslavismo, che, «nella sua tendenza fondamentale, è diretto contro gli elementi rivoluzionari dell'Austria, ed è quindi a priori reazionario». In particolare, il movimento panslavo era accusato di favorire l'egemonia russa, rappresentando «l'applicazione da parte della Russia, nell'interesse della Russia, del principio di nazionalità per i serbi, i croati, i ruteni, gli slovacchi, i cechi e altre reliquie di popoli in Turchia, in Ungheria e in Germania». A tal proposito, Engels criticò la posizione espressa da Bakunin al Congresso panslavo di Praga (giugno 1848), secondo cui tutte le lotte delle nazionalità oppresse erano giuste, sostenendo invece la necessità di negare il sostegno ai movimenti nazionali che riteneva controrivoluzionari.
Nel 1882, Engels scrisse a Eduard Bernstein: «Noi tutti, nella misura in cui siamo passati attraverso il liberalismo, abbiamo inizialmente condiviso questa simpatia per tutte le nazionalità "oppresse", e io so quanto tempo e quanto studio mi è costato liberarmene definitivamente... Abbia del resto quante simpatie vuole verso questi popolini primitivi, ma manutengoli dello zarismo sono e restano, e in politica le simpatie poetiche non si convengono». Lo stesso scritto ribadisce la subordinazione del sostegno alle lotte nazionali alla strategia rivoluzionaria:

### Giudizio sui processi di unificazione nazionale
Marx ed Engels giudicarono favorevolmente i processi di emancipazione e unificazione delle "grandi nazioni storiche" avviati nel 1848, riconoscendo in essi una forza progressista che avrebbe aperto la strada allo sviluppo di forti movimenti socialisti. Rispetto all'unificazione dell'Italia (1861), all'autonomia dell'Ungheria (1867) e all'unificazione della Germania (1871) confermarono il loro giudizio positivo anche se, come scrisse più tardi Engels, in questi tre Paesi l'obiettivo era stato conseguito «dagli esecutori testamentari della rivoluzione: Bonaparte, Cavour e Bismarck».

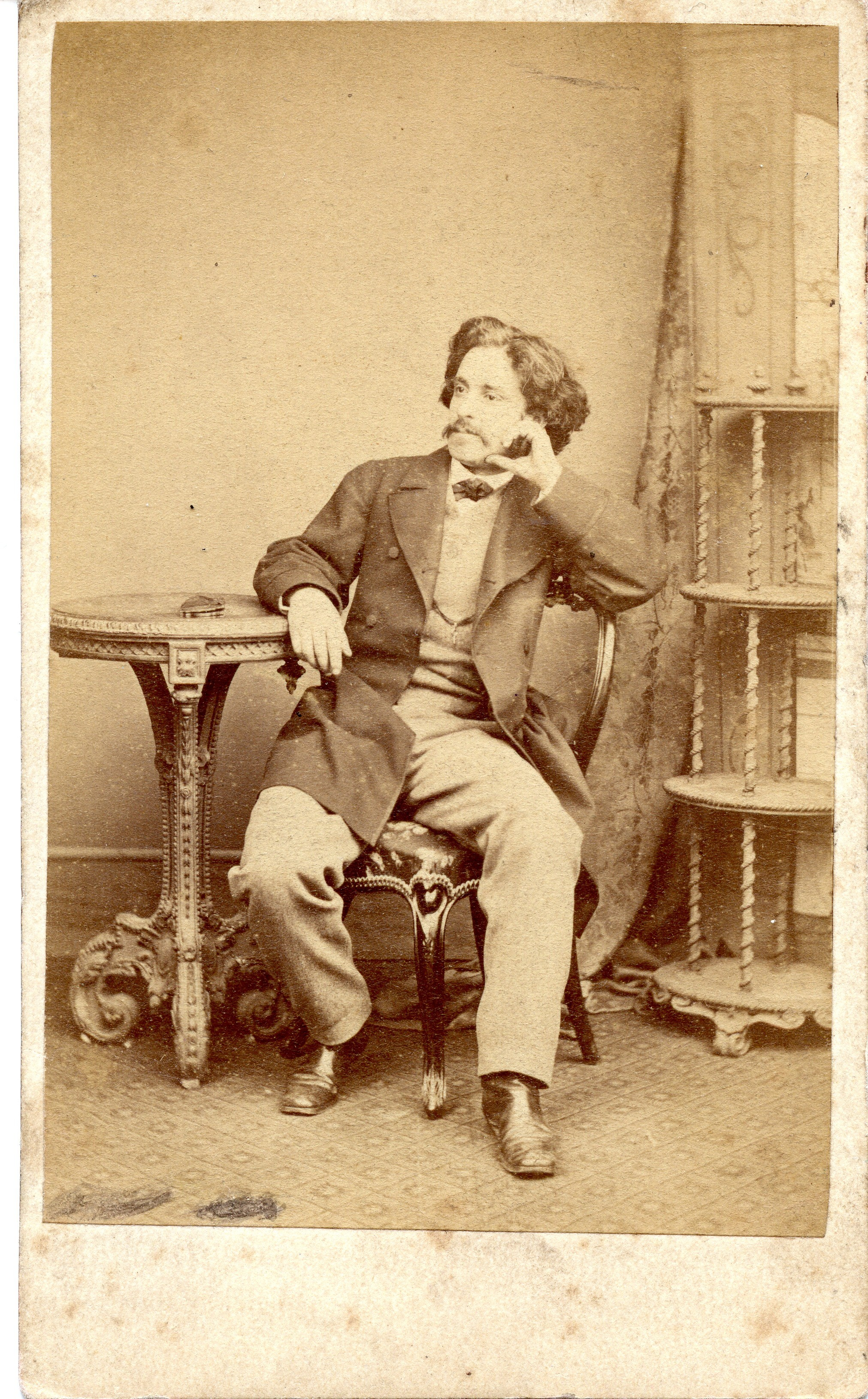
Paul Lafargue fu criticato da Marx per aver liquidato le nazioni come "pregiudizi superati"

In alcune lettere che Marx scrisse a Engels allo scoppio della guerra austro-prussiana nel giugno 1866, il filosofo di Treviri criticò la posizione assunta sulla questione nazionale dai socialisti francesi sostenitori del pensiero di Pierre-Joseph Proudhon, tra cui i suoi futuri generi Paul Lafargue e Charles Longuet.
Nella lettera del 7 giugno 1866, Marx riporta che la «cricca proudhoniana» tra gli studenti di Parigi predicava la pace, dichiarava la guerra superata, asseriva l'assurdità delle nazionalità e attaccava Bismarck e Garibaldi (protagonisti dell'unificazione nazionale rispettivamente di Germania e Italia). Secondo Marx, si trattava di una tattica utile e comprensibile nella polemica contro lo sciovinismo, che tuttavia scadeva nel ridicolo quando alimentava l'idea per cui tutti i Paesi d'Europa dovessero rimanere inerti in attesa che la Francia portasse loro il progresso.
Lo stesso concetto è espresso nella lettera del 20 giugno, in cui Marx fa il resoconto di un incontro del Consiglio della Prima Internazionale a Londra. Marx riferisce di aver suscitato l'ilarità dei delegati inglesi allorché fece notare che Lafargue, il quale aveva asserito che le nazioni fossero dei "pregiudizi superati", si era rivolto alla platea in francese (lingua compresa solo da un'esigua minoranza dei presenti), sembrando con ciò confondere inconsapevolmente il superamento delle nazioni con il loro assorbimento nella nazione-modello francese. Secondo diversi commentatori successivi, Marx era preoccupato che l'idea del superamento delle nazioni divenisse strumento per giustificare l'egemonia delle nazioni più grandi, attraverso la loro elevazione a nazioni-modello, sulle altre. In sintesi, Marx condusse nell'ambito della Prima Internazionale una battaglia su due fronti, allo stesso tempo contro il nazionalismo demo-liberale di Mazzini e contro il nichilismo nazionale dei proudhoniani.
La corrispondenza tra Marx ed Engels durante la guerra franco-prussiana mostra la loro convinta adesione alla causa del loro Paese, la Prussia di Bismarck impegnata nell'unificazione tedesca contro il Secondo Impero francese di Napoleone III. Nella lettera indirizzata all'amico del 20 luglio 1870, Marx auspicò la vittoria prussiana poiché «avrebbe spostato il centro di gravità del movimento operaio dell'Europa occidentale dalla Francia alla Germania», un esito ritenuto vantaggioso perché «la classe operaia tedesca è superiore a quella francese sia dal punto di vista teorico sia da quello organizzativo». Inoltre, avrebbe sancito «allo stesso tempo la preponderanza della nostra teoria nei confronti di quella di Proudhon ecc.». In agosto la moglie di Marx, Jenny von Westphalen, confidò a Engels che in casa Marx si erano manifestati «sentimenti un po' sciovinistici». Dal canto suo, Engels commentò con soddisfazione le vittorie ottenute dai «nostri soldati».
Ancora negli anni 1890, Engels considerava la supremazia tedesca più vantaggiosa in un'ottica rivoluzionaria e, nel contesto della contrapposizione tra la Triplice alleanza guidata dalla Germania e l'alleanza franco-russa, auspicava una nuova vittoria tedesca nell'eventualità di un conflitto europeo: «Se saremo vittoriosi, il nostro Partito andrà al potere. La vittoria della Germania è quindi la vittoria della rivoluzione, e se si arriverà alla guerra non dovremo solo desiderare la vittoria, ma favorirla con ogni mezzo...».

### Valutazioni critiche
Lo storico britannico Eric Hobsbawm, studioso del nazionalismo di orientamento marxista, pur riconoscendo i limiti e le lacune della riflessione del marxismo classico sul fenomeno nazionale, vi individua comunque una serie di principi fondamentali contraddistinti da una coerenza di fondo. Secondo Hobsbawm, «Marx ed Engels possono essere criticati per avere sottovalutato la forza politica del nazionalismo nel loro secolo, e per non avere fornito un'analisi adeguata di tale fenomeno, ma non li si può accusare di incoerenza politica o teorica». Per Hobsbawm, l'eredità dei fondatori del marxismo sul tema si riassume nell'attribuire alle lotte nazionali una natura strumentale rispetto alla rivoluzione mondiale:

## Il marxismo di fronte all'ascesa dei nazionalismi

### Il dibattito teorico tra il XIX e il XX secolo

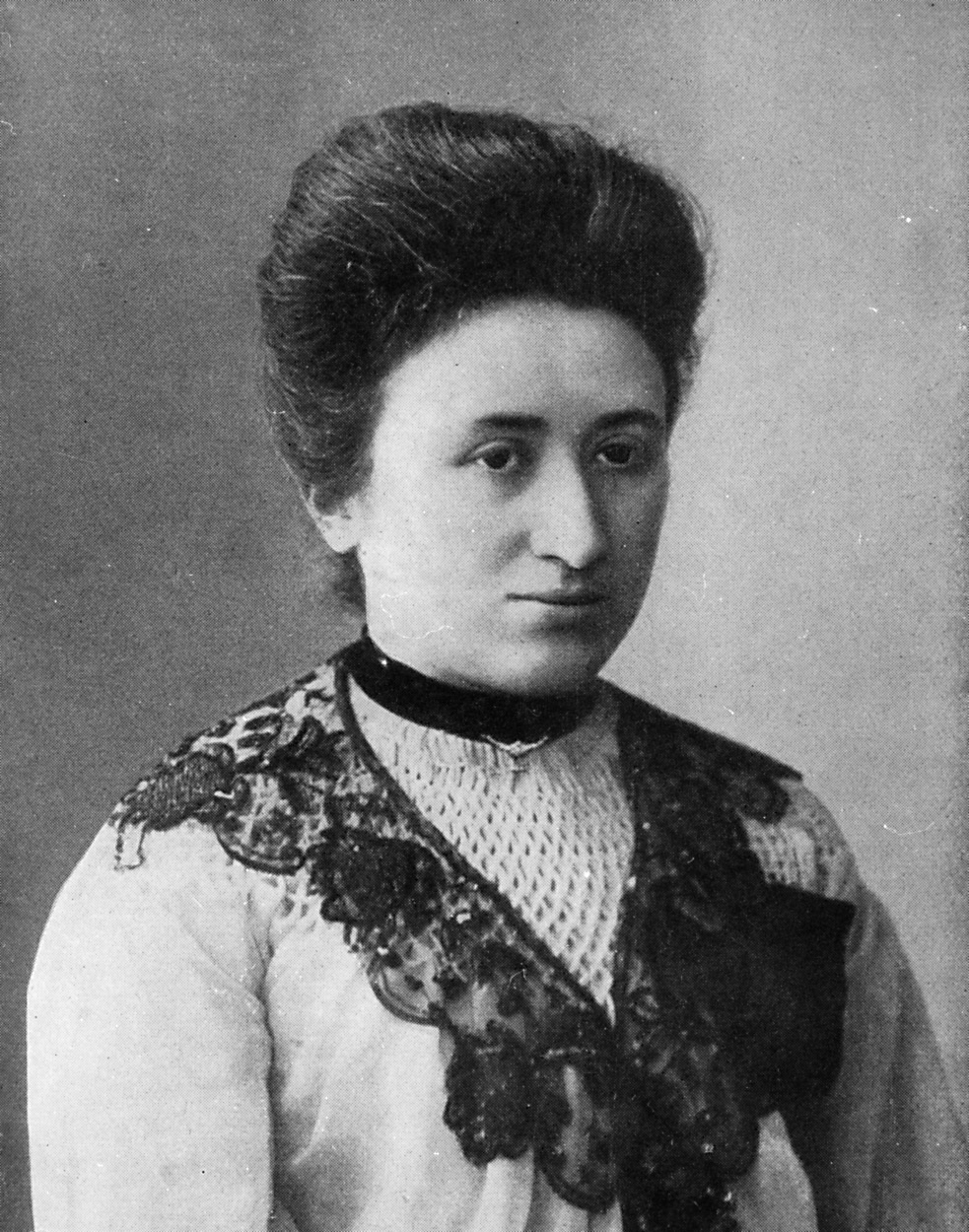
Rosa Luxemburg, ostile alla causa dell'indipendenza polacca ritenendo che favorisse la borghesia, considerava il diritto di autodeterminazione dei popoli una formula astratta

Gli anni tra la fine del XIX e l'inizio del XX secolo rappresentarono una stagione ricca di contributi marxisti sulla questione nazionale, in ragione dell'importanza assunta dal tema nella politica europea. Nel 1893, Rosa Luxemburg fu tra i fondatori della Socialdemocrazia del Regno di Polonia (SDKP), formazione politica rivale del Partito Socialista Polacco (PPS). L'SDKP denunciava il PPS come "socialpatriottico", poiché quest'ultimo partito si batteva per l'indipendenza della Polonia. Al contrario, il partito di Luxemburg insisteva sulla fratellanza tra il proletariato polacco e quello russo, e – in contrasto con la tradizionale posizione marxista favorevole all'indipendenza polacca – propugnava per il Regno di Polonia sottoposto al dominio zarista non l'indipendenza, ma una mera autonomia nel quadro di una futura repubblica democratica russa.
La campagna di Luxemburg contro l'indipendenza polacca, condotta sulla rivista socialista tedesca Die Neue Zeit, fu contrastata dal filosofo marxista italiano Antonio Labriola. Nel 1896, Labriola esortò i socialisti italiani ad appoggiare la risoluzione indipendentista che la delegazione polacca avrebbe presentato all'imminente Congresso di Londra (IV Congresso della Seconda Internazionale). Evocando l'epopea risorgimentale, cui era profondamente legato, Labriola distinse il patriottismo dalla politica borghese:

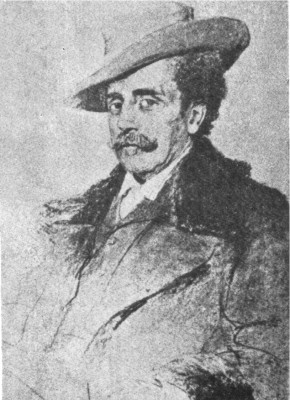
Antonio Labriola, sostenitore della compatibilità tra socialismo e interesse nazionale, si schierò in favore dell'indipendenza della Polonia in polemica con Luxemburg

L'avversione per la posizione antinazionale di Luxemburg spinse Labriola, come confidò al suo allievo Benedetto Croce, a protestare con Karl Kautsky, direttore della Neue Zeit, per la pubblicazione degli «articoli di quella donna equivoca».
Nel 1908-1909, Luxemburg espose le sue tesi nell'articolo Questione nazionale e autonomia, pubblicato sull'organo di stampa del suo partito (nel frattempo divenuto Socialdemocrazia del Regno di Polonia e Lituania, SDKPiL), Przegląd Socjaldemokratyczny: il diritto di autodeterminazione è un diritto «astratto» e «metafisico», paragonabile al «diritto al lavoro» o al bizzarro «diritto di ogni uomo a mangiare in piatti dorati» proclamato dallo scrittore Černyševskij; poiché la nazione come totalità omogenea non esiste, essendo divisa in classi sociali portatrici di interessi contrapposti, nel sostenere l'autodeterminazione nazionale si sostiene di fatto il nazionalismo borghese; l'indipendenza delle piccole nazioni, e in particolare della Polonia, è un'utopia irrealizzabile dal punto di vista economico (con l'eccezione delle nazioni balcaniche sottoposte al decadente Impero ottomano).

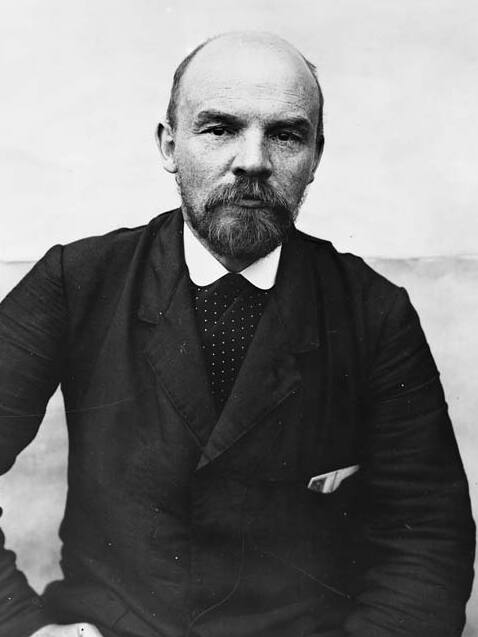
Lenin polemizzò con la posizione di Luxemburg, evidenziando che contrastare le aspirazioni indipendentistiche della borghesia nazionalista polacca favoriva il più dannoso nazionalismo feudale grande-russo

Nel 1914 Vladimir Lenin criticò le tesi di Luxemburg nello scritto Sul diritto di autodecisione delle nazioni. Chiarito il significato di questa espressione come il diritto delle nazioni alla «loro separazione statale dalle collettività nazionali straniere» e alla «formazione di uno Stato nazionale indipendente», Lenin dichiarò: «se non diffondessimo questa parola d'ordine, aiuteremmo non solo la borghesia, ma anche i feudali e l'assolutismo della nazione che opprime». Secondo Lenin, Luxemburg si era lasciata accecare dalla lotta contro la borghesia nazionalista polacca:
Tra gli autori che in questo periodo dedicarono delle monografie alla questione nazionale vi furono Otto Bauer, esponente dell'austromarxismo, con Socialdemocrazia e questione nazionale (1907), e Iosif Stalin, con Il marxismo e la questione nazionale (1913). In tale scritto, Stalin definisce la nazione come una comunità stabile, storicamente formata, caratterizzata da un territorio, una lingua comune, una struttura economica e una psicologia comune manifestata in una cultura condivisa. Tra questi elementi, il territorio è ritenuto il fattore essenziale, poiché la sua assenza rende impossibile l'esistenza di una comunità stabile e, di conseguenza, di uno Stato nazionale.

### La grande guerra e il fallimento della Seconda Internazionale
Tra il 1870 e il 1914 i partiti socialisti dell'Europa occidentale intrapresero un percorso di integrazione nei rispettivi sistemi parlamentari nazionali, che – secondo lo storico Edward Carr – determinò una «socializzazione della nazione» e una conseguente «nazionalizzazione del socialismo». Ciò portò a un progressivo allontanamento dei partiti socialisti dall'originaria impostazione internazionalista, che finì per ridursi a un generico atteggiamento pacifista e di sostegno alle nazionalità oppresse. Il processo di trasformazione dei partiti socialisti in partiti nazionali raggiunse il culmine allo scoppio della grande guerra, allorché i partiti socialisti adottarono una politica di solidarietà con il proprio Stato nazionale che prevedeva una tregua parlamentare e sindacale (tale politica assunse il nome di Union sacrée in Francia e di Burgfrieden in Germania). In questo contesto, nel 1914 il Partito Socialdemocratico di Germania (SPD) votò a favore dei crediti di guerra al Reichstag. In dicembre, la disciplina del gruppo parlamentare dell'SPD sui crediti di guerra fu rotta da Karl Liebknecht, che fu il primo deputato a esprimere pubblicamente la propria opposizione. Nel maggio 1915, in un volantino antimilitarista diffuso clandestinamente, Liebknecht proclamò che «il nemico principale è nel nostro Paese!»: una formula che sintetizzava il rifiuto dell'unità nazionale e interclassista in favore di una prospettiva classista e internazionalista.
Il sostegno dei partiti socialisti ai rispettivi governi dimostrò l'incapacità del movimento socialista di mantenere l'unità internazionale contro la guerra e fu interpretato da molti come un tradimento dei principi internazionalisti originari, segnando di fatto il fallimento della Seconda Internazionale. Da tale crisi emerse, per opposizione, una sinistra rivoluzionaria in cui spiccavano Vladimir Lenin e Rosa Luxemburg.
Durante il conflitto, il cui scoppio era interpretato dai marxisti quale esito della fase imperialistica del capitalismo, si rinnovò l'attenzione verso la questione nazionale. Rosa Luxemburg tornò sul tema nel 1915 con la Brossura Junius (o Opuscolo di Junius), scritta mentre era prigioniera con lo pseudonimo di "Junius" e pubblicata clandestinamente nel 1916. In questo scritto, Luxemburg sembrò riconoscere il diritto di autodeterminazione dei popoli, ma lo ritenne realizzabile solo dall'internazionalismo socialista e non nel quadro degli Stati capitalistici. Nell'appendice Tesi sui compiti della socialdemocrazia internazionale, affermò che la guerra mondiale in corso non era una guerra nazionale, bensì «esclusivamente un parto delle rivalità imperialistiche tra le classi capitalistiche di vari paesi»; da qui la netta conclusione: «Nell'era dell'imperialismo scatenato non c'è più posto per guerre nazionali. Gli interessi nazionali servono solo di pretesto per porre le masse lavoratrici al servizio del loro mortale nemico, l'imperialismo». Lo stesso valeva per le «piccole nazioni», che sarebbero state inevitabilmente «soltanto delle pedine nel gioco imperialistico delle grandi potenze».
Lenin giudicò la tesi di "Junius" viziata da un'indebita generalizzazione, poiché dalla natura imperialista e non nazionale della guerra in corso non derivava la generale impossibilità delle guerre nazionali. Ammonì dunque a non cadere nell'errore «di estendere la valutazione della guerra attuale a tutte le guerre possibili nell'epoca dell'imperialismo, di dimenticare i movimenti nazionali contro l'imperialismo». Lenin continuò: «Nel periodo dell'imperialismo, guerre nazionali da parte delle colonie e dei paesi semicoloniali sono non soltanto probabili, ma inevitabili. Nelle colonie e nei paesi semicoloniali (Cina, Turchia, Persia) vive una popolazione di quasi mille milioni, cioè più della metà degli abitanti del globo. I movimenti di liberazione nazionale in questi paesi o sono già molto forti o vanno crescendo e maturando. Ogni guerra è la continuazione della politica con altri mezzi. Continuazione della politica di liberazione nazionale delle colonie saranno, necessariamente, le guerre nazionali da parte di queste contro l'imperialismo».
La posizione di Luxemburg sulla questione nazionale assurse a elemento qualificante del luxemburghismo, di cui l'internazionalismo astratto e la negazione del problema nazionale e del diritto di autodecisione furono considerate caratteristiche peculiari.

## L'età di Lenin

### La Rivoluzione d'ottobre
La Russia zarista seguiva una politica di oppressione e assimilazione nei confronti delle nazionalità non russe, al punto da essere definita da Lenin "prigione dei popoli". La Rivoluzione d'ottobre innescò un'ondata indipendentista tra i popoli dell'Impero, che coinvolse Ucraina, Paesi baltici, Caucaso e Bielorussia. Durante la guerra civile russa, i bolscevichi assunsero nei riguardi dei diversi nazionalismi un atteggiamento pragmatico, contrastandoli quando rappresentavano un ostacolo alla loro causa e viceversa alimentandoli quando la favorivano. Un'efficace descrizione di tale approccio tattico si rinviene in un discorso pronunciato da Grigorij Zinov'ev nel 1924:
Lo stesso atteggiamento si riscontra in diversi scritti di Lenin del periodo 1914-1924. Nello stesso periodo, Stalin ripropose la sua tesi del carattere mutevole e subordinato della questione nazionale: essendo parte della più ampia questione della trasformazione dell'ordine esistente, essa era determinata da fattori contingenti, come il carattere del potere nel Paese e l'evoluzione del contesto sociale, e quindi non poteva essere definita a priori.
Commentando gli eventi russi, Rosa Luxemburg criticò duramente la politica dei bolscevichi riguardo al diritto di autodeterminazione dei popoli, considerandola una concessione opportunistica alle nazionalità dell'ex Impero russo per ottenere il loro appoggio alla rivoluzione. Luxemburg considerò tale strategia fallimentare: le borghesie locali avevano sfruttato tale diritto per allearsi con l'imperialismo tedesco e combattere la rivoluzione. Luxemburg tornò a sostenere che, in una società divisa in classi, l'autodeterminazione finiva per diventare uno strumento controrivoluzionario della borghesia. Rilevò in particolare come nelle periferie dell'Impero, in Polonia, Finlandia, Ucraina e nei territori baltici e caucasici, il nazionalismo avesse paralizzato le forze proletarie, separandole dalla rivoluzione russa e consegnandole nelle mani delle borghesie locali. In questi territori, che erano stati importanti focolai rivoluzionari, il separatismo promosso dai bolscevichi aveva spezzato la solidarietà internazionalista del proletariato. Secondo Luxemburg, la decisione di mettere al primo posto la questione nazionale aveva contribuito allo smembramento della Russia e fornito alla controrivoluzione una giustificazione ideologica. Ammonì pertanto il proletariato internazionale a non farsi ingannare dalla «fraseologia nazionalista», che aveva indebolito la rivoluzione e rafforzato la borghesia.

### Il federalismo sovietico
Allo scopo di arginare il rischio di disgregazione territoriale durante la guerra civile, i bolscevichi promossero la Dichiarazione dei diritti dei popoli della Russia (15 novembre 1917), che sanciva:
1. Uguaglianza e sovranità di tutti i popoli.
2. Diritto all'autodeterminazione fino all'indipendenza.
3. Abolizione di privilegi e discriminazioni nazionali e religiose.
4. Libero sviluppo delle minoranze etniche.

Per dare concretezza a questi principi, la Costituzione sovietica del 1918 prevedeva un assetto istituzionale federale. Tuttavia, la soluzione federale fu adottata più per necessità che per convinta adesione all'ideale federalista. Lenin ritenne che l'unione federale fosse, in Russia, un passaggio indispensabile per avvicinarsi alla società comunista. Nel suo scritto Lo Stato e la rivoluzione, dichiarò: «La federazione deve essere utilizzata dalla classe operaia come la forma di unione dei lavoratori di nazionalità diverse sotto la bandiera della rivoluzione socialista». Il partito bolscevico approvò questa tesi all'VIII Congresso del 1919. Nell'occasione, Lenin ribadì la ferma condanna dello sciovinismo grande-russo, sottolineando la necessità di combatterne le frequenti manifestazioni all'interno dello stesso partito. A tale proposito dichiarò: «Gratta molti comunisti e troverai degli sciovinisti grande-russi».

Prima versione dell'emblema dell'Unione Sovietica, con il motto Proletari di tutti i paesi, unitevi! nelle sei lingue ufficiali delle repubbliche sovietiche (russo, ucraino, bielorusso, georgiano, armeno e turco-tartaro)

Il federalismo sovietico era concepito come una fase di transizione verso l'unità completa, una soluzione temporanea per superare le divisioni nazionali. Erano previsti diversi livelli di autonomia: repubbliche autonome, regioni autonome e altre suddivisioni amministrative minori. Tuttavia la Russia, ufficialmente denominata Repubblica Socialista Federativa Sovietica Russa, nonostante la formale veste federale, non garantiva alcuna partecipazione delle collettività autonome al governo centrale.
Nel 1920 Iosif Stalin, commissario del popolo per le nazionalità, in un articolo sulla suddivisione amministrativa della Russia sovietica e le relative forme di autonomia regionale, negò il principio della separazione delle regioni periferiche della Russia, pur sostenuto dai bolscevichi prima della conquista del potere. Stalin affermò che il diritto di secessione non dovesse essere riconosciuto in modo incondizionato, ma valutato in base alla natura rivoluzionaria o imperialista del potere centrale da cui si chiedeva il distacco. Di conseguenza, la separazione delle periferie dalla Russia veniva definita «un intrigo controrivoluzionario», mentre quella delle colonie dai Paesi dell'Intesa rappresentava un atto rivoluzionario da sostenere.
Un episodio cruciale nella gestione delle questioni nazionali durante i primi anni del regime bolscevico fu l'affare georgiano del 1922. Dopo la Rivoluzione d'ottobre, la Georgia, sotto la guida dei menscevichi, dichiarò l'indipendenza nel 1918, ma fu invasa dall'Armata Rossa nel 1921. Nel processo di sovietizzazione, emersero tensioni tra i bolscevichi locali, che cercavano una maggiore autonomia, e i rappresentanti del governo centrale di Mosca, sostenitori di un rigido centralismo. Stalin, Sergo Ordžonikidze (capo dell'Ufficio caucasico del partito bolscevico) e Feliks Dzeržinskij (capo della polizia politica) usarono metodi coercitivi per reprimere le istanze autonomistiche dei georgiani. Lenin, gravemente debilitato dalle conseguenze di un ictus, nelle Note sulla questione nazionale e sul progetto di autonomizzazione, dettate il 30 e 31 dicembre 1922, biasimò le condotte dei tre, accusandoli apertamente di nazionalismo grande-russo.
L'affare georgiano influenzò l'assetto istituzionale del nascente Stato sovietico, mettendo in evidenza il contrasto tra due visioni: Stalin proponeva di integrare le nazionalità dell'ex Impero russo nella Repubblica Socialista Federativa Sovietica Russa come entità federate, subordinate a Mosca, mentre Lenin sosteneva la creazione di un'unione federale di repubbliche formalmente indipendenti e dotate di diritto di secessione. Alla fine, formalmente, prevalse la visione di Lenin, cosicché nel dicembre 1922 le repubbliche sovietiche di Russia, Ucraina, Bielorussia e Transcaucasia (comprendente Georgia, Armenia e Azerbaigian) si unirono nell'Unione delle Repubbliche Socialiste Sovietiche (URSS), teoricamente su basi paritarie. Tuttavia, nei fatti sarebbe stato il disegno centralista di Stalin a imporsi negli anni successivi.

### La fondazione dell'Internazionale Comunista
Nel marzo 1919 fu fondata l'Internazionale Comunista (detta anche Terza Internazionale o Comintern), con sede a Mosca, a cui aderirono i partiti comunisti dei diversi Paesi in qualità di sezioni nazionali, con l'obiettivo della rivoluzione mondiale.
Nello stesso anno, due esponenti di spicco del partito bolscevico russo, Nikolaj Bucharin ed Evgenij Preobraženskij, pubblicarono l'ABC del comunismo, che divenne un testo fondamentale dell'Internazionale Comunista. Il volume analizza le cause del fallimento della Seconda Internazionale, tra cui la diffusione tra la classe operaia, da parte dei "socialpatrioti", della parola d'ordine della "difesa della patria". A riguardo, i due autori scrivono:

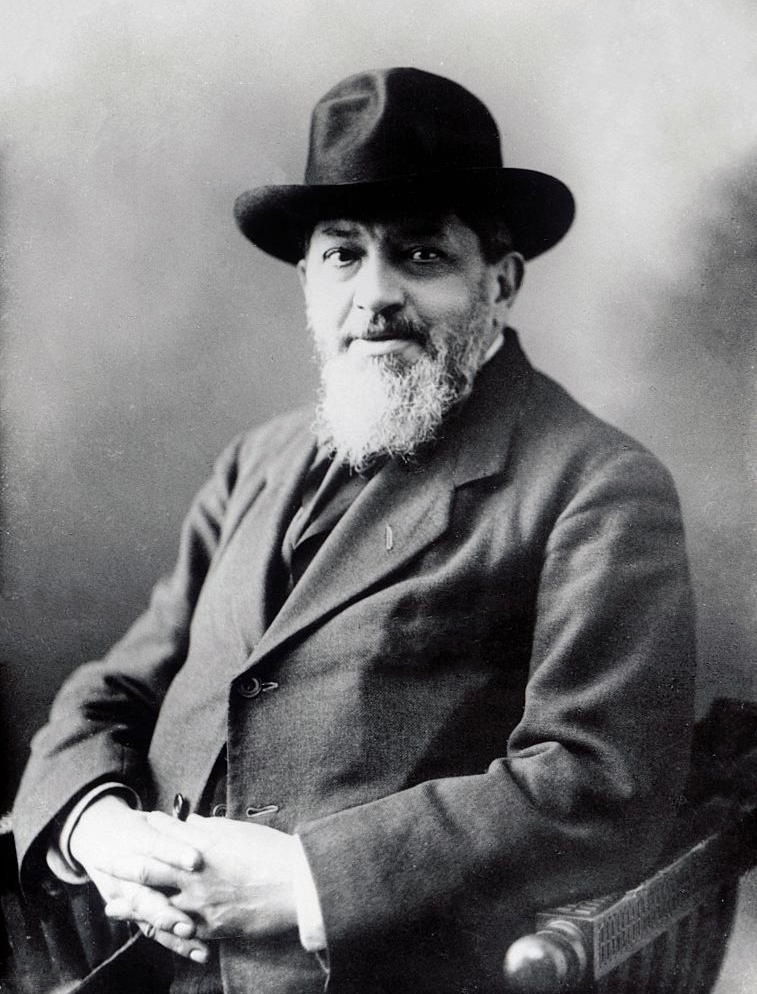
Filippo Turati, principale esponente del socialismo riformista in Italia, mise in guardia i comunisti italiani dal nazionalismo sotteso al bolscevismo russo

Bucharin e Preobraženskij concludono che il proletariato doveva apprendere dalla borghesia il sentimento di devozione verso la propria patria proletaria, fino all'estremo sacrificio: «Il proletariato deve imparare dalla borghesia. Esso deve distruggere la patria borghese e non difenderla o contribuire ad ingrandirla. Esso ha però il dovere di difendere la sua patria proletaria con tutte le sue forze fino all'ultima goccia di sangue».
Il II Congresso dell'Internazionale Comunista del 1920 richiese, tra le ventuno condizioni per l'adesione dei partiti, l'espulsione delle correnti riformiste al loro interno (punti secondo e settimo), la rottura radicale con il "socialpatriottismo" e il "socialpacifismo" (punto sesto) e una politica radicalmente anticoloniale (punto ottavo). Nel 1921, durante il XVII Congresso del Partito Socialista Italiano, tenutosi a Livorno, la mancata espulsione dei riformisti determinò la scissione che portò alla nascita del Partito Comunista d'Italia. Nel suo intervento al congresso, il capo dei riformisti Filippo Turati ammonì i comunisti con una profezia, sostenendo tra l'altro «che la forza del bolscevismo russo è nel peculiare nazionalismo che vi sta sotto, nazionalismo che del resto avrà una grande influenza nella storia del mondo, come opposizione ai congiurati imperialismi dell'Intesa e dell'America, ma che è pur sempre una forma di imperialismo».

### La questione nazionale nella Germania di Weimar
La rivoluzione tedesca del 1918, scoppiata contestualmente alla sconfitta del Paese nella prima guerra mondiale, pose fine all'Impero guglielmino e portò all'instaurazione della Repubblica di Weimar. In un contesto di crisi economica, collasso militare e radicalizzazione delle masse, emersero consigli operai e tentativi insurrezionali guidati prima dalla Lega di Spartaco e, in seguito, dal Partito Comunista di Germania (KPD). Per Lenin e il Comintern, lo scenario tedesco assumeva un'importanza strategica: la rivoluzione in Germania era considerata il passaggio decisivo per la salvezza della rivoluzione russa e per l'espansione del comunismo in Europa, poiché avrebbe posto il potenziale industriale tedesco al servizio della causa rivoluzionaria, rompendo l'isolamento della Russia bolscevica e aprendo la strada a una rivoluzione mondiale.

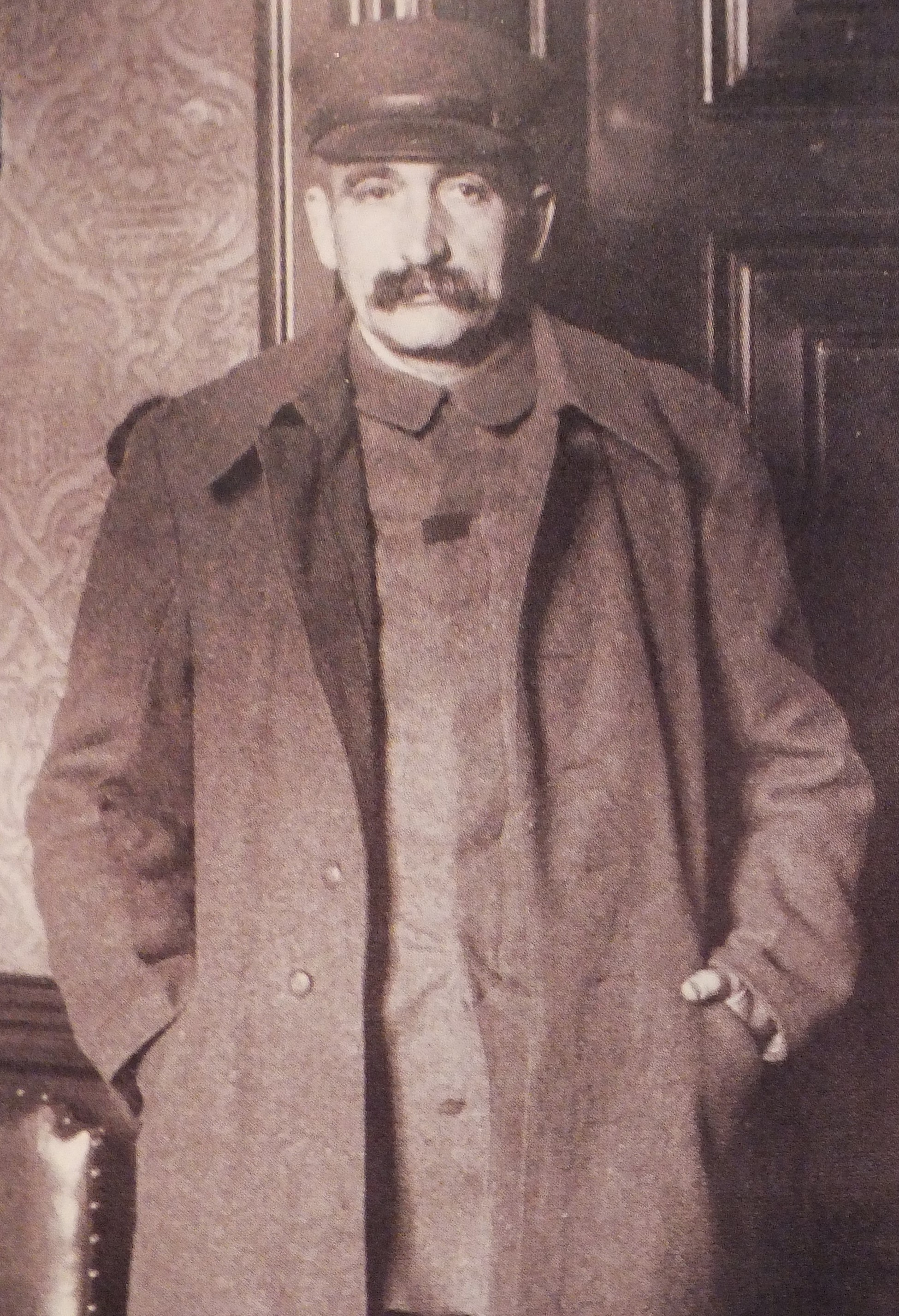
Heinrich Laufenberg, uno dei fondatori del nazionalbolscevismo tedesco, fu espulso prima dal KPD e successivamente dal partito nato dalla scissione della sua ala sinistra, il KAPD, a causa delle sue posizioni ritenute incompatibili con l'internazionalismo proletario

Durante la rivoluzione del 1918 e nell'immediato dopoguerra, Heinrich Laufenberg e Fritz Wolffheim, militanti della frazione di "sinistra" del KPD e attivi nei consigli rivoluzionari di Amburgo, elaborarono una linea politica che mirava a unire la lotta di classe alla lotta nazionale del popolo tedesco. A causa della loro apertura a posizioni nazionaliste e del loro antiparlamentarismo, Laufenberg e Wolffheim furono espulsi dal KPD nell'ottobre 1919. In seguito, dopo la scissione dell'ala sinistra del KPD, parteciparono alla fondazione del Partito Comunista Operaio di Germania (KAPD) nell'aprile 1920.
Laufenberg e Wolffheim esposero la loro posizione nell'opuscolo Revolutionärer Volkskrieg oder konterrevolutionärer Bürgerkrieg? Erste kommunistische Adresse an das deutsche Proletariat (Guerra popolare rivoluzionaria o guerra civile controrivoluzionaria. Primo appello comunista alla classe operaia tedesca), pubblicato nel novembre 1919 come supplemento alla Kommunistische Arbeiter-Zeitung, in cui sostennero che la Germania fosse ormai "proletarizzata" e che una guerra civile derivante dal conflitto di classe avrebbe spianato la strada alla controrivoluzione. Proposero dunque la costruzione di un fronte che comprendesse comunisti, nazionalisti e settori della borghesia, con l'obiettivo di promuovere una guerra rivoluzionaria contro le potenze dell'Intesa e in alleanza con la Russia bolscevica, per rovesciare l'ordine stabilito dal trattato di Versailles. Approfondirono poi le loro tesi in Kommunismus gegen Spartakismus (Comunismo contro spartachismo) del maggio 1920, in cui invocarono una forma di "pace civile" chiedendo alla borghesia di accettare la guida del proletariato per salvare la nazione. Inoltre, lanciarono violenti attacchi di tenore antisemita contro il presidente del KPD, Paul Levi, definito "il Giuda della rivoluzione tedesca" e accusato di aver "pugnalato alla schiena" la Germania con la sua propaganda disfattista nel 1918 (riferimento alla leggenda della pugnalata alla schiena, allora ampiamente diffusa nella destra nazionalista tedesca).

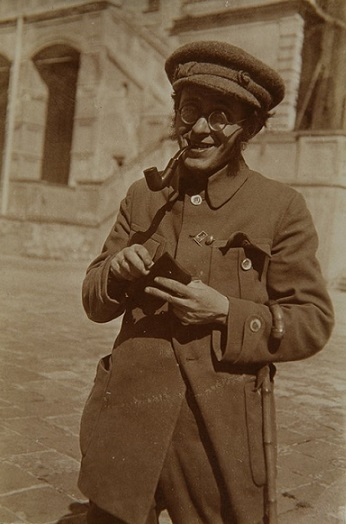
Karl Radek, esperto del Comintern per le questioni tedesche, nel 1919 fu tra i principali critici del nazionalbolscevismo, ma nel 1923 ne riprese alcuni contenuti con la linea Schlageter

Nel dicembre 1919, il referente del Comintern per la politica tedesca, Karl Radek, condannò la linea di Laufenberg e Wolffheim – per la quale coniò per la prima volta il termine "nazionalbolscevismo" – in un saggio intitolato Die auswärtige Politik des deutschen Kommunismus und der Hamburger nationale Bolschewismus (La politica estera del comunismo tedesco e il nazionalbolscevismo di Amburgo). Radek riconosceva che «gli intellettuali giungono al comunismo per vie diverse: attraverso la filosofia, la religione, persino attraverso l'estetica», e che «anche la preoccupazione nazionale può essere una via verso il comunismo». Tuttavia, sottolineava che «il comunismo stesso è l'obiettivo della classe operaia che lotta per la liberazione, ed esso ha le sue proprie leggi di sviluppo e necessità». La classe operaia, pur potendo accogliere «persone che, per varie ragioni, provengono dagli ambienti borghesi e si avvicinano ad essa», aveva il dovere «di non sottomettersi ai pregiudizi e agli interessi particolari di questi elementi», ma piuttosto di «richiedere che si conformino al contenuto più intimo del comunismo, oppure che non aderiscano al partito». Da qui una cauta apertura tattica:
L'impostazione del gruppo di Amburgo venne respinta con decisione anche da Lenin nel saggio L'estremismo, malattia infantile del comunismo dell'aprile-maggio 1920, uno scritto che esaminava criticamente le condotte delle correnti più a sinistra del movimento comunista nei diversi Paesi. In merito alla situazione tedesca, Lenin liquidò come «madornali assurdità» le tesi nazionalbosceviche. Pur condannando il trattato di Versailles, Lenin riteneva che un'eventuale Germania sovietica avrebbe dovuto accettare temporaneamente il trattato di pace per ragioni strategiche, in attesa che i rapporti di forza volgessero a proprio vantaggio, come aveva fatto la Russia sovietica con il trattato di Brest-Litovsk. Scrisse:
Lenin accusava i comunisti di sinistra tedeschi di cadere «come bambini nella trappola che gli è stata tesa» dagli imperialisti dell'Intesa, «invece di manovrare abilmente contro il nemico insidioso e in questo momento più forte», affermando che «accettare la battaglia, quando la cosa è palesemente vantaggiosa per il nemico e non per noi, è un delitto».
Nell'opuscolo Nation und Arbeiterklasse (Nazione e classe operaia) del luglio 1920, Laufenberg e Wolffheim cercarono di fondare teoricamente la propria posizione nazionalista nell'ambito del marxismo, sostenendo che la classe operaia, nella sua lotta rivoluzionaria contro lo Stato borghese, finiva per assumere essa stessa il compito di completare la costruzione della nazione, laddove la borghesia aveva fallito. Ricordando il celebre passaggio del Manifesto di Marx e Engels, secondo cui i lavoratori privi di patria devono anzitutto elevarsi a classe nazionale, Laufenberg e Wolffheim sostengono che il proletariato conduce la lotta di classe «contro lo Stato borghese e quindi contro l'organizzazione borghese della nazione», e così
La militanza di Laufenberg e Wolffheim nel KAPD fu di breve durata, poiché le loro tesi furono presto respinte dalla maggioranza del partito, soprattutto per l'opposizione di Arthur Goldstein, che accusò il "comunismo di Amburgo" di tradire i principi fondamentali del marxismo. Nel saggio Nation und Internationale (Nazione e Internazionale) del luglio 1920, Goldstein respinge l'idea che il Manifesto marxiano muova dal «concetto fondamentale di nazione», individuandone invece il punto di partenza nell'«importanza della lotta di classe come fattore principale dello sviluppo storico». Pur riconoscendo che Marx ed Engels avevano sostenuto in passato le lotte per l'unificazione nazionale, precisa che lo fecero «come storici», vedendovi «una necessità storica per lo sviluppo del capitalismo». Per questo, affermare oggi, «nell'epoca dell'imperialismo, cioè nell'epoca della distruzione delle nazioni», che la nazione debba essere il fondamento della politica socialista è per Goldstein «un'assurdità assoluta». Sostiene che «nell'Europa dopo la guerra mondiale imperialista, l'epoca delle guerre nazionali è definitivamente conclusa. Con ciò, per il socialista, anche la questione della nazione non è più una questione di attualità». La conclusione è categorica: «Il socialista che parte dal "concetto fondamentale di nazione" non è più un marxista». Infine, nell'agosto 1920, il primo congresso ordinario del partito (il secondo dopo quello di fondazione) decise l'espulsione degli amburghesi, a seguito degli interventi di condanna del "nazionalbolscevismo" pronunciati da Goldstein e altri congressisti.
Nel 1923, in un quadro politico sensibilmente ridefinito dall'occupazione franco-belga della Ruhr, dal deterioramento delle condizioni economiche e sociali, dall'arretramento delle forze rivoluzionarie e, nel contempo, dalla crescente attrattiva del nazionalismo radicale tra le classi popolari, Radek inaugurò una linea improntata a una maggiore apertura verso il nazionalismo tedesco.

## L'età di Stalin

### Il socialismo in un solo Paese
Alla morte di Lenin nel 1924, Iosif Stalin prevalse su Lev Trockij nella lotta per la successione alla guida dell'Unione Sovietica, contrapponendo la propria dottrina del socialismo in un solo Paese alla dottrina della rivoluzione permanente sostenuta dal rivale. Secondo Stalin, sarebbe stato possibile edificare il socialismo nella sola Unione Sovietica senza attendere una rivoluzione mondiale, prospettiva che appariva ormai sempre più improbabile, specie dopo il fallimento dell'ultimo tentativo rivoluzionario in Germania nell'ottobre 1923 (cosiddetto Ottobre tedesco).
In virtù della dottrina del socialismo in un solo Paese, l'URSS cessò di essere semplicemente il primo provvisorio avamposto di un'imminente rivoluzione mondiale, per diventare la stabile patria socialista di tutti i lavoratori del mondo, da difendere, rafforzare ed espandere affinché potesse lavorare alla rivoluzione mondiale in un'ottica di lungo periodo. L'internazionalismo comunista venne dunque declinato non più come azione congiunta dei partiti comunisti – ossia delle sezioni nazionali del Comintern – per il comune avanzamento politico e sociale delle classi operaie dei rispettivi Paesi, bensì quale dovere per ciascun partito di subordinare gli interessi della classe operaia del proprio Paese alla difesa e allo sviluppo dell'URSS. Lo storico Eric Hobsbawm sostiene che l'ascesa di Stalin determinò il prevalere degli interessi statali dell'URSS su quelli rivoluzionari del Comintern e la conseguente trasformazione di quest'ultimo in uno strumento della politica estera sovietica.
Trockij, espulso dal partito nel 1927, contestò duramente la dottrina del socialismo in un solo Paese, che definì «una serie di baggianate socialpatriottiche». Esiliato nel 1929, Trockij accusò Stalin di aver compiuto un tradimento del marxismo non dissimile da quello imputato ai socialdemocratici tedeschi nel 1914: «"L'errore" di Stalin, come "l'errore" della socialdemocrazia tedesca, è il socialismo nazionale». Secondo Trockij, i sostenitori della teoria del socialismo in un solo Paese «combinano meccanicamente un internazionalismo astratto con un socialismo nazionale utopistico e reazionario» (ancora: «Il nazionalismo messianico è completato da un internazionalismo burocraticamente astratto»).
Diversi studiosi hanno visto nella linea del socialismo in un solo Paese un connubio tra socialismo e nazionalismo. Secondo lo storico Edward Carr, dopo il generalizzato fallimento dell'internazionalismo socialista nel 1914, il consolidamento dello "Stato dei lavoratori" in Russia ebbe quale logico sviluppo la dottrina del socialismo in un solo Paese, cosicché «la storia successiva della Russia e la tragicommedia dell'Internazionale comunista costituiscono un tributo eloquente alla solidità dell'alleanza tra nazionalismo e socialismo».

### La politica delle nazionalità di Stalin

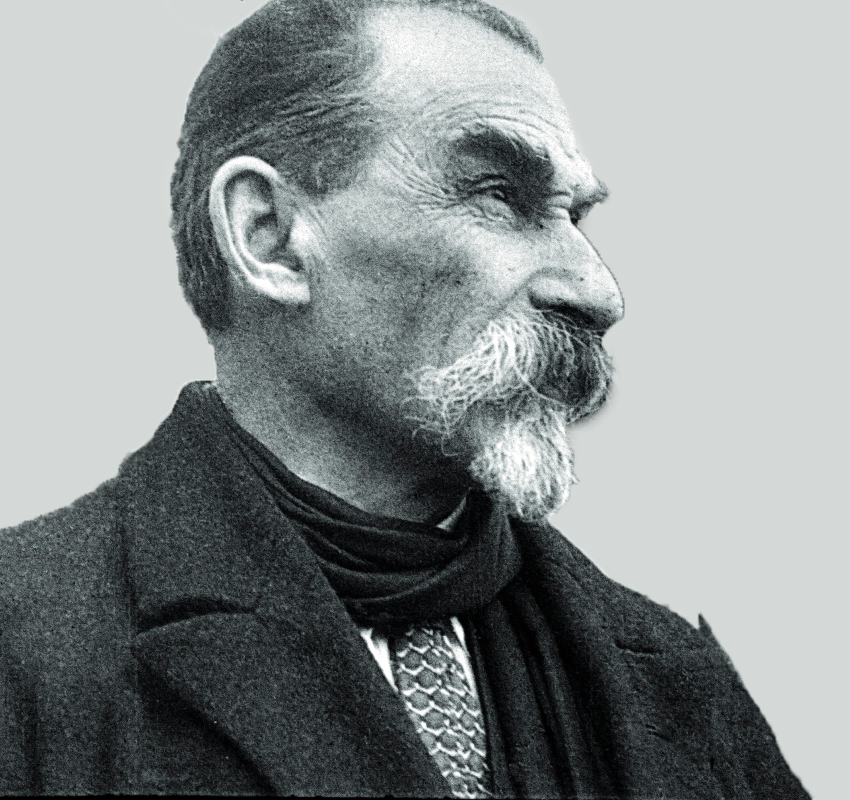
Il dirigente bolscevico ucraino Mykola Skrypnyk, artefice della politica di ucrainizzazione. Il suicidio di Skrypnyk nel 1933, a seguito di accuse di deviazionismo nazionalista, prefigurò la fine dell'"indigenizzazione" in favore della russificazione.

Stalin, a differenza di Lenin e nonostante le proprie mutevoli dichiarazioni in merito, non mise mai il contrasto al nazionalismo russo realmente al centro della sua azione politica. Nel gennaio 1921, in un discorso rivolto ai comunisti turchi della RSFS Russa, asserì che fossero i nazionalismi non russi a costituire il pericolo maggiore per il progetto comunista.
Al XII Congresso del partito dell'aprile 1923, nella sua relazione sulla questione nazionale, Stalin affermò invece che lo sciovinismo grande-russo rappresentava, per l'integrità della neocostituita Unione Sovietica, una minaccia più grave rispetto ai nazionalismi non russi. Il XII Congresso segnò l'inizio della politica di "indigenizzazione" (korenizacija), volta a sviluppare quadri comunisti "indigeni" per ogni nazionalità, promuovendo l'identità culturale e linguistica locale al fine di rafforzare il radicamento del potere sovietico. Stalin ribadì la maggiore pericolosità dello sciovinismo grande-russo al XVI Congresso del giugno-luglio 1930, che fu l'ultimo a cui furono presenti forze di opposizione prima del loro completo annientamento e, allo stesso tempo, l'ultimo in cui lo sciovinismo grande-russo fu condannato nella risoluzione finale.
Il XVII Congresso del gennaio 1934, detto "Congresso dei vincitori" poiché sancì il trionfo di Stalin, segnò un'inversione di tendenza. Stalin commentò la "caduta in disgrazia" di Mykola Skrypnyk, commissario per l'istruzione della RSS Ucraina e promotore dell'ucrainizzazione, suicidatosi nel luglio 1933 a seguito dell'accusa di deviazionismo nazionalista. Rilevando analoghe tendenze in altre repubbliche sovietiche, equiparò tutte le deviazioni nazionaliste dichiarando inutile discutere su quale tra il nazionalismo grande-russo e quello locale fosse più pericoloso. Tuttavia, nei fatti fu la repressione del nazionalismo locale a diventare l'obiettivo prioritario. Negli anni successivi, specie dopo che la Costituzione del 1936 segnò ufficialmente l'avvento della società socialista, la politica di "indigenizzazione" fu completamente abbandonata, ogni manifestazione di cultura locale fu condannata come "nazionalismo borghese" e i quadri di partito nazionali vennero liquidati in massa nelle grandi purghe. Fu avviata di fatto una politica di russificazione, attraverso la promozione della lingua e della cultura russe in tutte le repubbliche sovietiche.

### Il nazionalismo stalinista

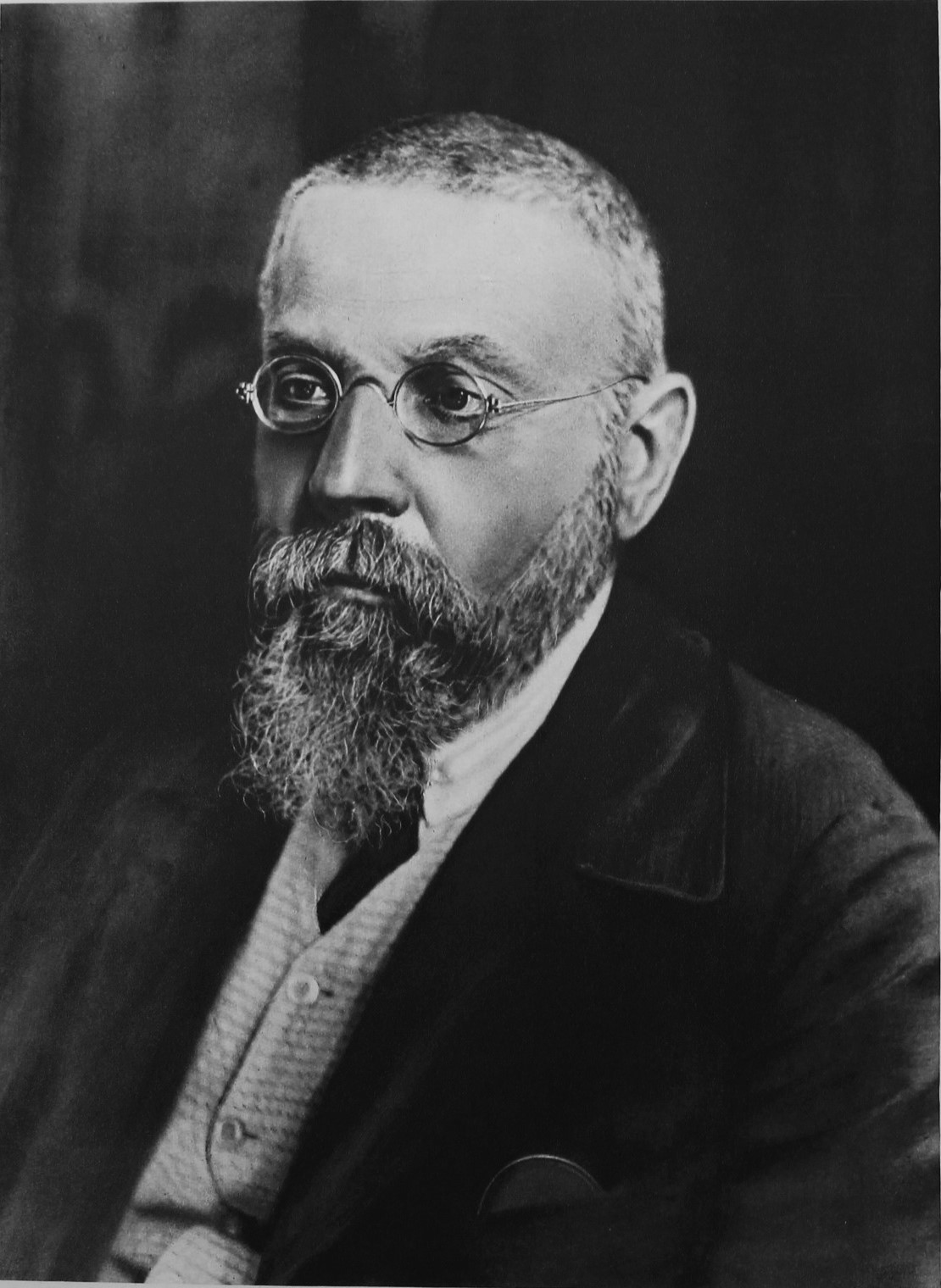
Lo storico Michail Pokrovskij, capofila della storiografia marxista sovietica. Nel 1934 la sua scuola storiografica fu accusata di "nichilismo nazionale" e i suoi manuali scolastici sostituiti da testi improntati alla celebrazione della storia nazionale russa.

Gli anni 1930 furono segnati sul piano culturale dallo sviluppo di un "patriottismo sovietico". Nell'ambito di un discorso ai dirigenti dell'industria socialista tenuto il 4 febbraio 1931, Stalin esortò a superare l'arretratezza della «vecchia Russia» attraverso un aumento della produzione industriale, ora che la fondazione dell'Unione Sovietica aveva dato una patria ai lavoratori: «Nel passato non avevamo una patria, né avremmo potuto averla. Ma ora che abbiamo rovesciato il capitalismo e il potere è nelle nostre mani, nelle mani del popolo, abbiamo una patria e sosterremo la sua indipendenza». Nel tempo, il contenuto socialista del "patriottismo sovietico" finì progressivamente per affievolirsi in favore di elementi puramente patriottici. Nel linguaggio ufficiale l'URSS, originariamente definita il "Paese della dittatura del proletariato", divenne dapprima la "madrepatria del socialismo" e poi semplicemente la "nostra madrepatria".
Il "patriottismo sovietico" non rappresentava la somma delle culture nazionali dei diversi popoli dell'URSS, ma si configurava sostanzialmente come l'estensione del patrimonio culturale russo a tutte le altre nazionalità. Sebbene si continuasse formalmente a proclamare l'uguaglianza di tutti i popoli dell'URSS, al popolo russo venne attribuito il particolare status di "primo tra pari" in qualità di protagonista della rivoluzione, secondo quanto proclamato dalla Pravda il 1º febbraio 1936:
La politica nazionalista coinvolse anche la storiografia. Nel 1934 Stalin contestò l'autorevolezza del defunto storico Michail Pokrovskij, fino ad allora considerato il principale esponente della storiografia marxista sovietica, e ordinò la rimozione dei suoi libri di testo dalle scuole. Le tesi di Pokrovskij, per cui il vecchio Impero russo era stato una "prigione dei popoli" (definizione adoperata anche da Lenin) e un "gendarme internazionale", furono considerate viziate da "nichilismo nazionale" e mancanza di sensibilità patriottica. La nuova storiografia stalinista celebrò gli zar che avevano rafforzato lo Stato russo, come Pietro il Grande, protagonista di un grande sforzo di modernizzazione, e Ivan il Terribile, incarnazione dell'assolutismo più duro e intransigente.
Nonostante l'ateismo di Stato, la nuova linea imponeva di trattare con rispetto anche il passato cristiano ortodosso del Paese. Nel 1936, fu censurata l'opera comica Bogatyri (eroici guerrieri medievali) dello scrittore bolscevico Dem'jan Bednyj, con la motivazione che rappresentava «una grossolana e irrispettosa distorsione della storia del Paese». Agli storici fu impartita l'istruzione di descrivere l'adozione ufficiale del Cristianesimo da parte del gran principe Vladimir I di Kiev nel 988 come «un atto di progresso nella storia del popolo russo».
Mentre negli anni 1920 e nei primi anni 1930 la cinematografia sovietica si era ispirata a eventi rivoluzionari, a partire dalla seconda metà del decennio Stalin promosse la realizzazione di opere celebrative degli eroi nazionali russi, talvolta seguendone personalmente i lavori. Tra i titoli del periodo si annoverano Pietro il Grande (1937) di Petrov, Aleksandr Nevskij (1938) di Ėjzenštejn, Minin e Požarskij (1939) e Suvorov (1941) di Pudovkin e Doller.
I critici di sinistra di Stalin videro in queste politiche culturali un abbandono del marxismo puro, giudizio che i critici di destra condividevano ma valutavano con favore: il bolscevico Martemjan Rjutin definì sprezzantemente il regime di Stalin "nazionalbolscevismo", definizione già adoperata con accezione positiva dal nazionalista antimarxista emigrato Nikolaj Ustrjalov, che del nazionalbolscevismo era uno dei principali teorici.

### I fronti popolari

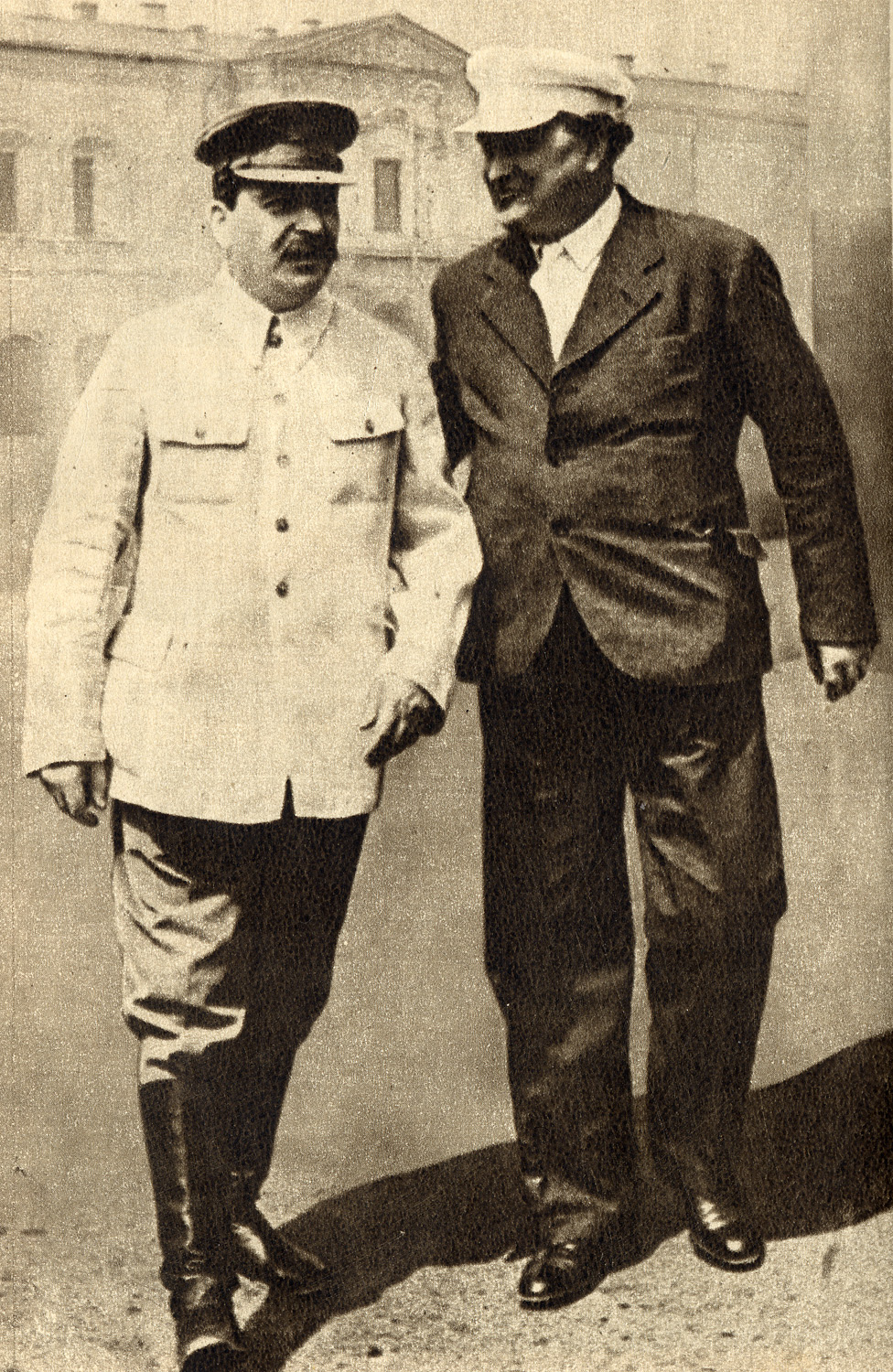
Stalin e Georgi Dimitrov, segretario generale del Comintern (1936). Nella sua relazione al VII Congresso del Comintern, Dimitrov condannò il "nichilismo nazionale".

La conquista del potere da parte dei nazisti in Germania nel 1933 indusse il Comintern a rivedere la linea politica stabilita dal VI Congresso nel 1928, caratterizzata da una pronunciata ostilità verso la sinistra riformista, in applicazione della teoria del "socialfascismo". Il 2 agosto 1935 il segretario generale del Comintern, il bulgaro Georgi Dimitrov, nella relazione presentata al VII Congresso esortò i partiti comunisti a prestare attenzione ai sentimenti e ai simboli nazionali dei popoli, affinché fossero sottratti alla propaganda fascista e servissero invece da collante ideologico per la formazione di fronti popolari antifascisti composti da tutte le forze di sinistra.
Nell'esaminare le cause dell'avanzata dei movimenti fascisti, Dimitrov mise in rilievo la loro pratica di «fruga[re] tutta la storia di ogni popolo per presentarsi come gli eredi e i continuatori di tutto ciò che vi è di sublime e di eroico nel suo passato e utilizza[re] tutto ciò che vi è di umiliante e di ingiurioso per i sentimenti nazionali del popolo, come strumento di lotta contro i nemici del fascismo». Citò ad esempio i libri di storia pubblicati nella Germania nazista, in cui tutta la storia tedesca veniva rappresentata come preparazione dell'avvento del "salvatore nazionale" Hitler e tutti i più grandi personaggi storici quali nazionalsocialisti ante litteram. Analogamente, gli altri movimenti fascisti si erano richiamati agli eroi nazionali dei loro Paesi: Garibaldi in Italia, Giovanna d'Arco in Francia, Washington e Lincoln negli Stati Uniti, Vasil Levski e Stefan Karadzha in Bulgaria. Quindi Dimitrov ammonì:
No, compagni! Tutte le questioni importanti, non soltanto del presente e del futuro, ma del passato del nostro popolo, ci riguardano. [...]
Noi comunisti siamo per principio avversari irriducibili del nazionalismo borghese in tutte le sue sfumature. Ma noi non siamo fautori del nichilismo nazionale e non dobbiamo mai presentarci in tal veste. Il compito di educare gli operai e tutti i lavoratori nello spirito dell'internazionalismo proletario è uno dei compiti fondamentali di ogni Partito comunista. Ma chi ritiene che ciò gli permetta o addirittura lo costringa a sputar sopra a tutti i sentimenti nazionali delle grandi masse lavoratrici è ben lontano dal vero bolscevismo, non ha capito per niente la dottrina della questione nazionale di Lenin e di Stalin.»
Come esempio del corretto approccio alla questione nazionale, Dimitrov citò lo scritto di Lenin Della fierezza nazionale dei grandi-russi (1914), in cui il capo dei bolscevichi aveva espresso «un sentimento di orgoglio nazionale» per i numerosi gesti rivoluzionari che costellavano la storia russa. Secondo il segretario generale del Comintern, «l'internazionalismo proletario deve, per così dire, "acclimatarsi" in ogni paese per mettere radici profonde nella terra natale. Le forme nazionali della lotta di classe proletaria e del movimento operaio nei singoli paesi non sono affatto in contraddizione con l'internazionalismo proletario, anzi sono appunto queste forme che permettono di difendere con successo gli interessi internazionali del proletariato». Per Dimitrov era quindi «necessario dimostrare, con la lotta stessa della classe operaia e con le manifestazioni dei partiti comunisti, che il proletariato, insorgendo contro ogni specie di asservimento e di oppressione nazionale, è l'unico vero combattente per la libertà nazionale e per l'indipendenza del popolo». Il discorso di Dimitrov è stato definito un testo fondamentale del sincretismo teorico tra marxismo e nazionalismo.
Per effetto della nuova politica, in Francia il Partito Comunista - SFIC (PC-SFIC) di Maurice Thorez adottò il patriottismo repubblicano e i simboli nazionali francesi (la bandiera tricolore, La Marsigliese, Giovanna d'Arco), fino ad allora rifiutati in favore di una simbologia perlopiù legata alla Rivoluzione d'ottobre. Il Partito Comunista d'Italia (PCd'I), che dapprima ripudiava il «cosiddetto Risorgimento» (menzionato negli scritti di Palmiro Togliatti come "Risorgimento", tra virgolette), attribuendogli «una impronta reazionaria» e considerandolo precursore del fascismo, si presentò come «l'erede delle migliori tradizioni rivoluzionarie dell'epoca del Risorgimento nazionale», richiamandosi alla figura di Garibaldi e riconoscendosi nel tricolore italiano, scelti come simboli dai volontari antifascisti italiani nella guerra civile spagnola.
Nei Paesi non fascisti, la strategia di consolidare l'alleanza delle forze di sinistra intorno alla difesa dell'indipendenza nazionale e a sentimenti e simboli nazionalpatriottici si rivelò efficace, soprattutto durante la seconda guerra mondiale. L'impiego della medesima strategia da parte dei comunisti italiani fu invece inizialmente segnato da incertezze e ambiguità, a causa della collocazione dell'Italia tra i Paesi fascisti e aggressori. Solo in una fase avanzata della seconda guerra mondiale, con l'invasione tedesca e l'avvio della resistenza nel 1943, la strategia nazionale poté trovare una piena espressione anche in Italia, manifestandosi, ad esempio, nell'adozione dei nomi di Brigate Garibaldi e Gruppi di Azione Patriottica per le formazioni partigiane comuniste rispettivamente di montagna e di città.

### L'URSS nella seconda guerra mondiale: la grande guerra patriottica

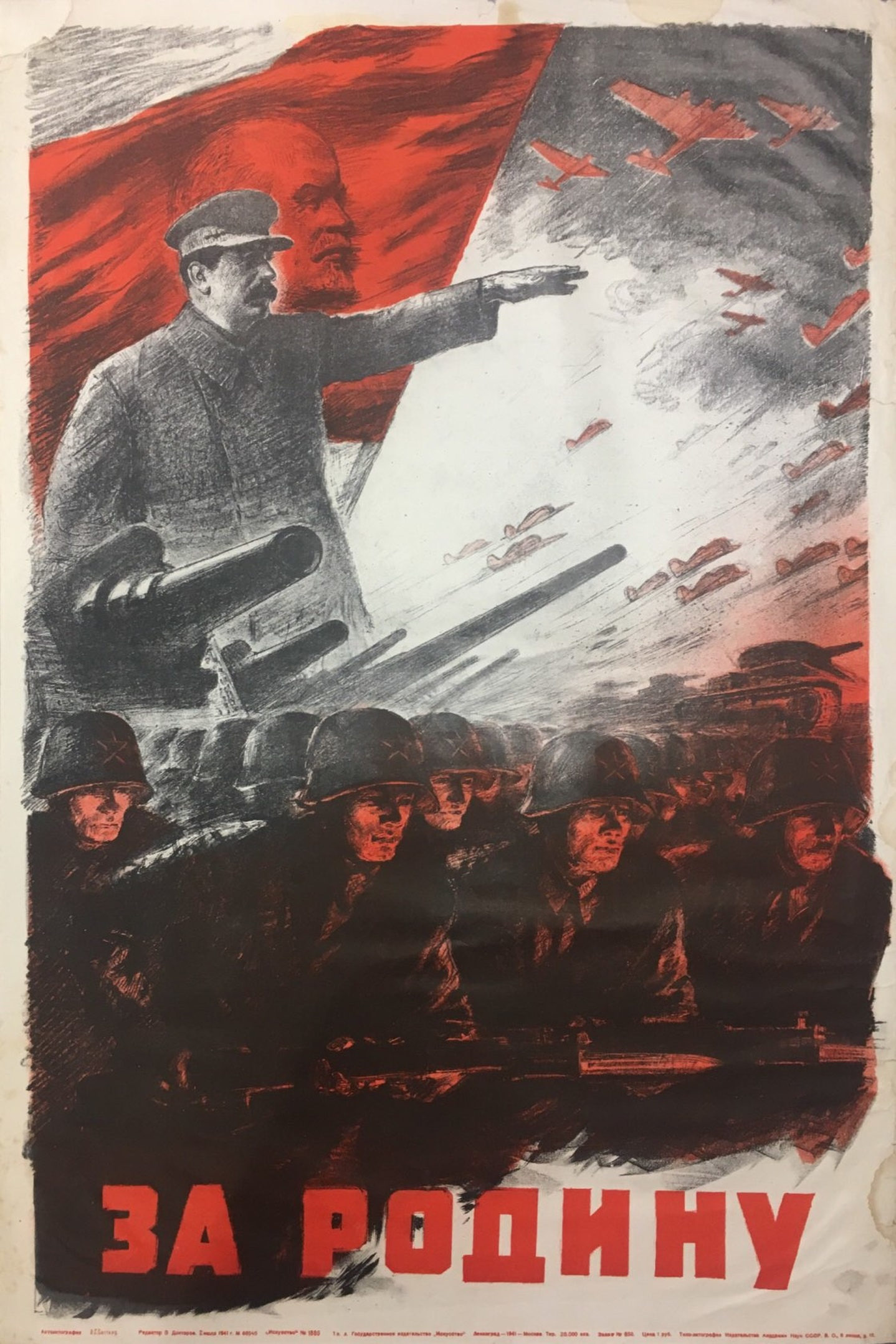
Propaganda di guerra sovietica del 1941. La scritta recita: «Per la patria».

Dopo lo scoppio della seconda guerra mondiale, nel novembre 1939 l'Unione Sovietica invase la Finlandia in quella che è ricordata come guerra d'inverno. Per fronteggiare le gravi difficoltà iniziali, sul piano propagandistico Stalin, attraverso il suo luogotenente Lev Mechlis, dispose che fossero esaltate la disciplina e le tradizioni dell'esercito imperiale russo. Dalla fine del 1939 al 1940, la stampa sovietica dedicò una serie di articoli al genio militare di Aleksandr Suvorov e al nazionalismo grande-russo, trasformando il conflitto in una "guerra patriottica".
Durante la guerra contro la Germania nazista, definita nell'URSS "grande guerra patriottica" per evocare la "guerra patriottica" contro l'invasione napoleonica, il nazionalismo russo raggiunse il suo apice e le parole d'ordine internazionaliste furono messe da parte. Il 7 novembre 1941, in un discorso dinanzi al mausoleo di Lenin, Stalin esortò a trarre ispirazione dalle «maschie immagini dei nostri antenati Aleksandr Nevskij, Dmitrij Donskoj, Kuz'ma Minin, Dmitrij Požarskij, Aleksandr Suvorov e Michail Kutuzov».
Nel luglio 1942 furono fondati gli ordini militari di Aleksandr Nevskij (riprendendo il quasi omonimo ordine zarista), di Suvorov e di Kutuzov. Vi furono anche richiami alla storia nazionale ucraina: nell'ottobre 1943 fu intitolato un ordine all'atamano dei cosacchi Bohdan Chmel'nyc'kyj, che aveva portato l'Ucraina sotto l'influenza russa in chiave antipolacca. Per la marina, nel marzo 1944 furono istituiti gli ordini di Ušakov e di Nachimov, dedicati agli ammiragli della marina imperiale russa Fëdor Ušakov e Pavel Nachimov. L'epopea antinapoleonica non mancò di essere evocata anche nella nomenclatura delle operazioni militari, con la grande offensiva dell'estate 1944 intitolata personalmente da Stalin al generale Pëtr Bagration.
Nel marzo 1944 L'Internazionale, inno del movimento operaio mondiale, fu sostituito quale inno nazionale dell'URSS da un nuovo inno, patriottico e russocentrico (inizia con le parole: «Un'unione indivisibile di repubbliche libere / La Grande Russia ha saldato per sempre»). Fu inoltre sponsorizzato un nuovo movimento slavofilo. Tali provvedimenti realizzarono nell'URSS una simbiosi tra marxismo e nazionalismo.
Al termine della guerra, in occasione della celebrazione della vittoria tenutasi al Cremlino il 24 maggio 1945, Stalin brindò alla salute del popolo russo quale «nazione più eminente fra tutte le nazioni che appartengono alla collettività dell'Unione Sovietica [...] fra tutti i popoli del nostro paese la forza principale dell'Unione Sovietica».

### Lo scioglimento dell'Internazionale Comunista

Andrej Ždanov, alto dirigente sovietico, sostenne, in applicazione degli insegnamenti di Stalin, la compatibilità del «sano nazionalismo» con l'internazionalismo proletario e condannò il «cosmopolitismo senza patria»

Tra il 1939 e il 1941, presso i vertici sovietici cominciò ad affermarsi l'idea per cui, nell'ambito della "deradicalizzazione" del movimento comunista, occorresse rafforzare la "nazionalizzazione" dei partiti in modo da incrementarne l'influenza sulla politica nazionale dei loro Paesi a beneficio di specifici interessi sovietici. In tale contesto, il diario di Georgi Dimitrov riporta che il 27 febbraio 1941, durante una riunione sulla preparazione dei quadri dei Paesi slavi, Andrej Ždanov, vice di Stalin nella segreteria del Comitato centrale del PCUS, dichiarò: «Noi ci siamo smarriti sulla questione nazionale. Non abbiamo rivolto sufficiente attenzione agli aspetti nazionali». Dimitrov chiosa: «Combinare l'internazionalismo proletario con i sani sentimenti nazionali di ogni determinato popolo. – Bisogna preparare i nostri "nazionalisti"». Nel solco di tale riflessione, il 20 aprile 1941 Stalin individuò «un elemento di disturbo» nel Comintern:
Il 12 maggio 1941, tra le conclusioni di un colloquio con Ždanov, Dimitrov annota:
Il Comintern fu infine sciolto nel giugno 1943, allo scopo di favorire l'integrazione dei partiti comunisti nei loro rispettivi contesti nazionali, nonché di inviare un segnale distensivo agli Alleati occidentali. A seguito dello scioglimento del Comintern, i nomi dei due principali partiti comunisti occidentali furono modificati per rimarcarne la natura di partiti nazionali: il Partito Comunista - Sezione Francese dell'Internazionale Comunista (PC-SFIC) cambiò nome in Partito Comunista Francese (PCF) e il Partito Comunista d'Italia (PCd'I) in Partito Comunista Italiano (PCI).

### L'inizio della guerra fredda

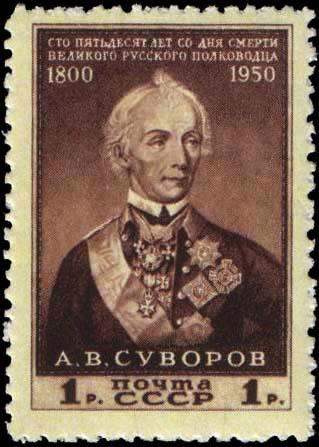
Aleksandr Suvorov, generalissimo dell'Impero zarista ed eroe nazionale russo, raffigurato su un francobollo sovietico emesso per celebrarne il centocinquantesimo anniversario della morte (1950). La celebrazione di Suvorov fu imposta anche alla Polonia comunista, nonostante il generale avesse posto fine all'indipendenza del Paese nel 1794.

L'ordine geopolitico instauratosi a seguito della seconda guerra mondiale era caratterizzato dalla contrapposizione tra il blocco occidentale, guidato dagli Stati Uniti, e il blocco orientale, capeggiato dall'Unione Sovietica. L'inizio della guerra fredda tra i due blocchi nel 1946-47 provocò l'isolamento culturale e politico dell'Unione Sovietica e un inasprimento dei controlli ideologici al suo interno. In questo quadro il nazionalismo russo divenne, insieme al marxismo, il principio regolatore della vita politica, culturale e scientifica. Inoltre, si diede impulso alla diffusione dell'antisemitismo nel Paese, con l'estesa campagna anticosmopolita lanciata da Ždanov, ispiratore della dottrina culturale sovietica, contro gli intellettuali ebrei accusati di essere portatori di un «cosmopolitismo senza radici» a cui il «sentimento di orgoglio nazionale sovietico era estraneo». Nell'ambito del movimento comunista internazionale il termine "cosmopolitismo" assunse una connotazione fortemente negativa.
Le contraddizioni della politica sovietica in merito alla questione nazionale furono colte da Franco Venturi, studioso di ideali cosmopoliti che negli anni 1947-1950 fu addetto culturale dell'ambasciata italiana a Mosca, da cui inviava periodicamente dei rapporti al Ministero degli affari esteri. In occasione del centocinquantesimo anniversario della morte del generalissimo Suvorov nel 1950, Venturi notò il paradosso per cui il regime sovietico, pur proclamandosi rivoluzionario, esaltava un'eminente figura controrivoluzionaria, che in nome dell'Impero zarista aveva schiacciato ogni forza democratica del suo tempo. Nonostante Suvorov fosse stato artefice di due spartizioni della Polonia, togliendole l'indipendenza con l'occupazione di Varsavia nel 1794, il regime comunista di Mosca costringeva la Polonia a celebrarlo su proposta «dell'esercito che vi aveva portato la libertà», secondo le parole della Pravda. Venturi commentò: «Oggi il desiderio di esaltare un generale russo, perché russo, fa dimenticare a tutta la stampa dell'URSS anche queste semplici verità». In merito alla proposta di innalzare un monumento al generale zarista nella piazza di Varsavia intitolata alla Comune di Parigi, Venturi scrisse: «Suvorov e la Comune, messi insieme, possono davvero costituire il simbolo delle contraddizioni insite nel 'patriottismo sovietico'», notando come nella politica sovietica «l'elemento nazionale e quello comunista continuamente si mescolano».
Il 14 ottobre 1952, Stalin concluse il discorso di chiusura del XIX Congresso del Partito Comunista dell'Unione Sovietica (il suo ultimo discorso pubblico) esortando i partiti comunisti e democratici a sostenere la causa dell'indipendenza e della sovranità nazionali, che secondo il capo dell'URSS la borghesia aveva tradito in quanto prezzolata dagli Stati Uniti d'America:
La bandiera dell'indipendenza nazionale e della sovranità nazionale è stata gettata a mare e non vi è dubbio che questa bandiera toccherà a voi di risollevarla e portarla in avanti; a voi rappresentanti dei Partiti comunisti e democratici, se volete essere i patrioti del vostro Paese, se volete essere la forza dirigente della nazione. Non vi è nessun'altra forza che possa risollevare e portare avanti questa bandiera.»

## La questione coloniale

### Il marxismo delle origini e il colonialismo
Alle sue origini, il marxismo tendeva a interpretare il colonialismo come un fenomeno che presentava aspetti progressivi, in quanto portatore di modernizzazione e sviluppo capitalistico nelle società premoderne. Per esempio, nel 1848 Engels dichiarò: «la conquista dell'Algeria è un evento importante e felice per il progresso della civiltà».
In Italia Antonio Labriola, in linea con la sua convinzione che il perseguimento degli interessi nazionali avrebbe contribuito al progresso delle classi lavoratrici, si pronunciò esplicitamente a favore dell'espansione coloniale italiana. Nel 1897 sostenne l'intervento dell'Italia e delle altre potenze europee in difesa dei cretesi insorti contro la dominazione ottomana. Nell'occasione, affermò che l'Italia doveva partecipare alla «gara conquistatrice» – «sempre legittima là dove non sono nazionalità vitali» – puntando alla colonizzazione della Tripolitania, poiché «noi abbiamo bisogno di terreno coloniale» e «non ci può essere progresso nel proletariato, là dove la borghesia è incapace di progredire». Nel 1900, si schierò a favore della partecipazione italiana alla spedizione internazionale in Cina per sedare la ribellione dei Boxer, criticando l'«anticolonite cronica, che in alcuni casi diventa cretinismo organico». Sostenne che «il sistema capitalistico-borghese deve pervadere ed investire l'orbe terracqueo» e che «l'Italia non può volontariamente sequestrarsi dalla storia, dopo che per secoli n'era stata messa fuori dai fati». Nel 1902, Labriola tornò ad appoggiare il progetto di colonizzazione italiana della Tripolitania, dichiarando che i socialisti avevano il dovere di «promuovere sotto tutte le forme» gli interessi nazionali.

### La decolonizzazione
L'impostazione favorevole al colonialismo fu rivista nel XX secolo principalmente per effetto della riflessione di Lenin, che, nell'opera L'Imperialismo, fase suprema del capitalismo (1917), individuò nel colonialismo uno strumento di sfruttamento globale e un ostacolo alla rivoluzione proletaria internazionale. Dopo la Rivoluzione d'ottobre, il marxismo, ormai egemonizzato dal leninismo, si assestò su posizioni radicalmente anticoloniali, ispirando movimenti di liberazione nazionale in Asia, Africa e America Latina. In quest'ottica, vari esponenti comunisti si espressero in favore del nazionalismo delle masse popolari coloniali. Ad esempio, commentando una dichiarazione dell'Opposizione di sinistra nell'Indocina francese, nel 1930 Lev Trockij contestò
Attualmente il nazionalismo del contadino indocinese più arretrato, diretto contro l'imperialismo francese, è un elemento rivoluzionario di fronte all'astratto e falso cosmopolitismo dei massoni e di altri tipi democratici borghesi, o all'"internazionalismo" dei socialdemocratici, che derubano o aiutano a derubare il contadino indocinese. La dichiarazione afferma giustamente che il nazionalismo della borghesia è un mezzo per subordinare e ingannare le masse. Ma il nazionalismo delle masse popolari è la forma elementare assunta dal loro giusto e progressivo odio per i più abili, capaci e spietati dei loro oppressori, cioè gli imperialisti stranieri. Il proletariato non ha il diritto di voltare le spalle a questo tipo di nazionalismo. Al contrario, deve dimostrare nella pratica di essere il combattente più coerente e devoto per la liberazione nazionale dell'Indocina.»
Il marxismo influenzò profondamente le lotte di decolonizzazione, che si svilupparono soprattutto a partire dal secondo dopoguerra nel cosiddetto "terzo mondo", sia come analisi teorica del colonialismo, interpretato come strumento dell'espansione capitalistica globale, sia come guida politica per i movimenti anticoloniali. Al tempo stesso, nonostante la sua influenza, il marxismo classico fu criticato per aver sottovalutato le specificità etnoculturali delle società colonizzate. Diversi intellettuali marxisti dei Paesi coloniali cercarono di superare questa limitazione, promuovendo una decolonizzazione del marxismo stesso, mirante a superarne la prospettiva eurocentrica e ad adattarlo alle specificità culturali e storiche dei popoli colonizzati.
In America Latina, José Carlos Mariátegui sviluppò un marxismo indigeno, integrando le peculiarità culturali delle popolazioni native. Nei Caraibi C.L.R. James reinterpretò le rivoluzioni nere attraverso una prospettiva marxista, valorizzando il ruolo delle masse nere come soggetti storici attivi. In Africa, Frantz Fanon analizzò gli effetti psicologici del colonialismo e promosse la lotta violenta per la liberazione, mentre Amílcar Cabral enfatizzò il ruolo della cultura nella mobilitazione rivoluzionaria. Nel Medio Oriente, Anouar Abdel-Malek collegò la critica marxista del colonialismo alle specificità storiche e culturali della regione, promuovendo un socialismo panarabo. In Estremo Oriente, Mao Zedong rielaborò il marxismo per adattarlo alla realtà cinese, identificando gli imperialismi occidentale e giapponese come le principali cause dell'oppressione della Cina. Ho Chi Minh combinò il marxismo-leninismo con la tradizione anticoloniale vietnamita, guidando la lotta per l'indipendenza contro la Francia e successivamente la guerra contro gli Stati Uniti. Alcune di queste reinterpretazioni continuano a influenzare il dibattito politico-culturale sui Paesi ex coloniali, specialmente sui temi della giustizia sociale, del postcolonialismo e del neocolonialismo.